# История Бали
История Бали охватывает период от палеолита до наших дней и характеризуется миграциями людей и культур из других частей Азии. Бали, остров в Малайском архипелаге, в группе Малых Зондских островов находится в составе одноимённой провинции Индонезии. С XVI века с прибытием европейцев Бали стала подвергаться западному влиянию.

## Геологическая история

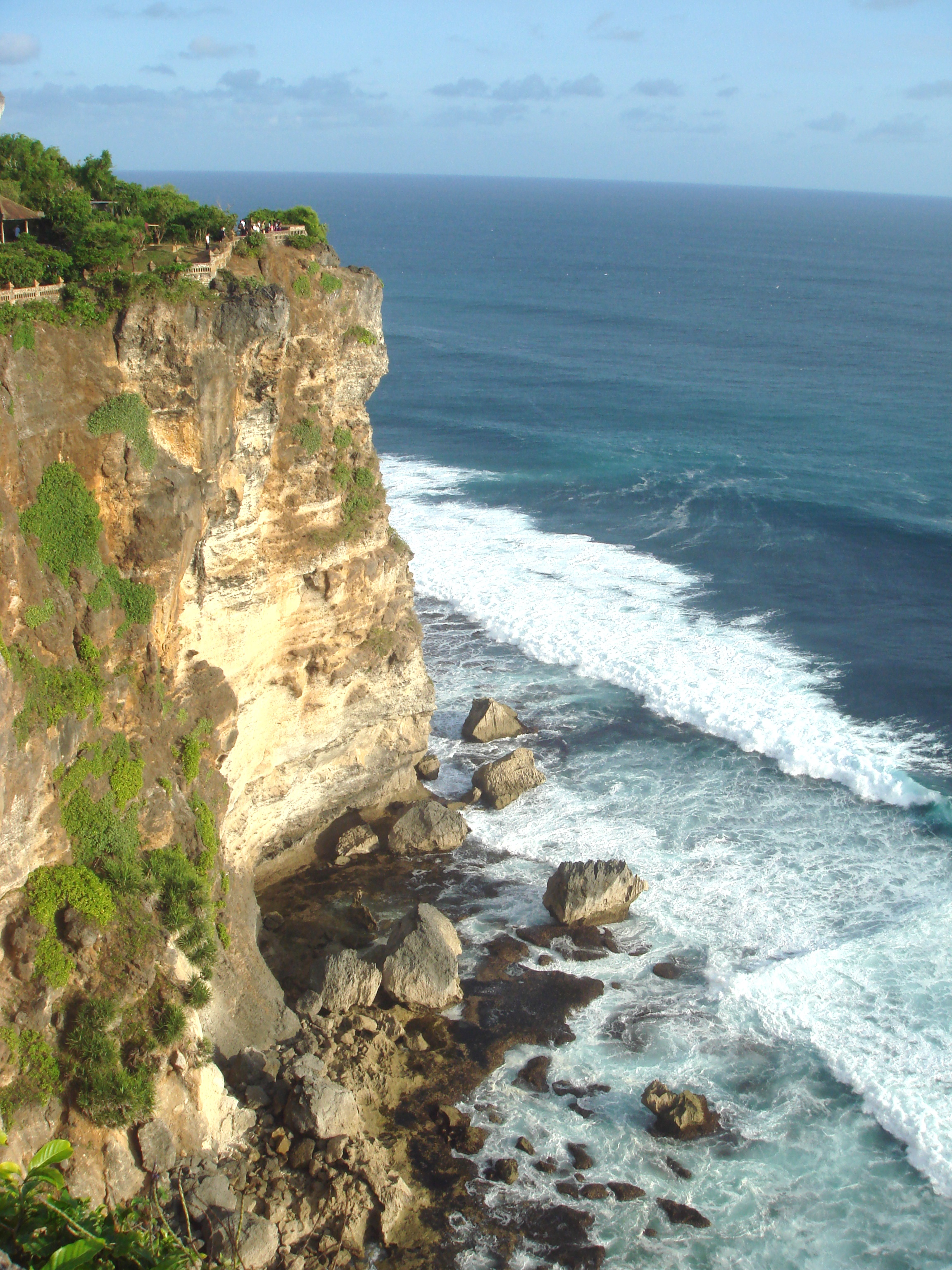
Известняковые скалы Улувату третичного периода были подняты с морского дна в результате субдукции

Остров Бали, как и большинство островов Индонезийского архипелага, является результатом тектонической субдукции Индо-Австралийской плиты под Евразийскую плиту. Третичное дно океана, состоящее из древних морских отложений, включая скопление коралловых рифов, было поднято над уровнем моря в результате субдукции. Слои третичного известняка, поднятые со дна океана, все еще видны в таких областях, как полуостров Букит с огромными известняковыми скалами Улувату или на северо-западе острова в Прапат-Агунг.
Локальная деформация Евразийской плиты, созданная субдукцией, способствовала растрескиванию земной коры, что привело к возникновению вулканических явлений. Цепочка вулканов выстилает северную часть острова вдоль оси запад-восток, в которой западная часть самая старая, а восточная более молод. Самый высокий вулкан — действующий стратовулкан Агунг высотой 2997 м.
Вулканическая активность была высокой на протяжении миллионов лет, и большая часть поверхности острова (за пределами полуострова Букит и Прапат-Агунг) покрыта вулканической магмой. Сохранились некоторые старые вулканические отложения (более 1 миллиона лет), в то время как большая часть центральной части острова покрыта молодыми отложениями (менее 1 миллиона лет) и недавними лавовыми полями на северо-востоке из-за катастрофического извержения вулкана Агунг в 1963 году.
Вулканическая активность благодаря толстым отложениям пепла, который повышает плодородие почвы, является фактором сельскохозяйственного процветания острова.
Бали находится на краю зоны субдукции, а также на краю континентального шельфа Зонда, к западу от линии Уоллеса.

## Палеолитическое и мезолитическое заселение
Остров Бали, являющийся частью Зондского шельфа, на протяжении истории много раз соединялся с островом Ява перешейком на месте современного Балийского пролива. Даже сейчас Балийский пролив весьма неглубок, а его ширина составляет всего 2,4 км.
Древнее заселение Явы подтверждено находками яванского человека, одного из первых известных представителей Homo erectus. Возраст находок составляет от 1,7 до 0,7 миллиона лет.
Бали также был заселен во времена палеолита (от 1 млн. до 200 тыс. лет назад), о чем свидетельствуют находки в деревнях Сембиран и Труньян древних инструментов, таких как каменные топоры.
Также имеются находки Homo Erectus периода мезолита (200–30 тыс. лет назад), который характеризуется развитым собирательством и охотой. В этот период появляются более сложные орудия, такие как наконечники стрел, а также орудия из костей животных или рыб. Люди жили в пещерах, подобных пещерам Селандинг и Каранг Бома, которые были найдены на холмах Пекату округа Бадунг. Первая волна Homo Sapiens прибыла на Бали около 45 тыс. лет назад, когда австралоиды начали мигрировать на юг, вытеснив в острова Homo Erectus.

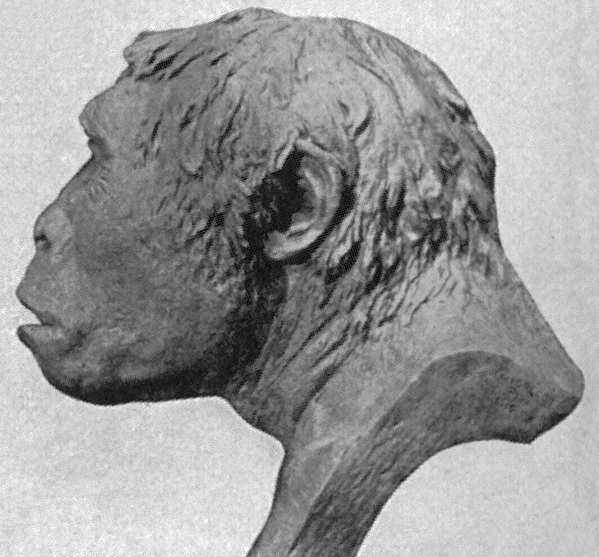
Реконструкция яванского человека
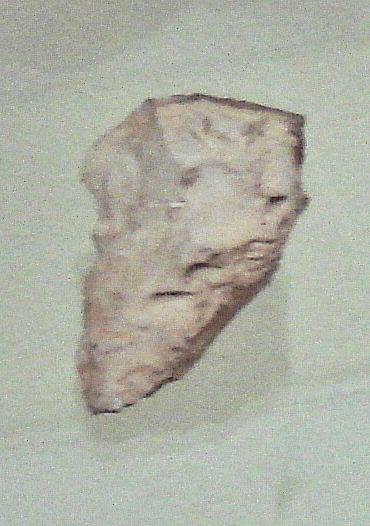
Мезолитический наконечник стрелы, музей Бали

## Неолит: миграция австронезийцев (3000–600 до н.э.)

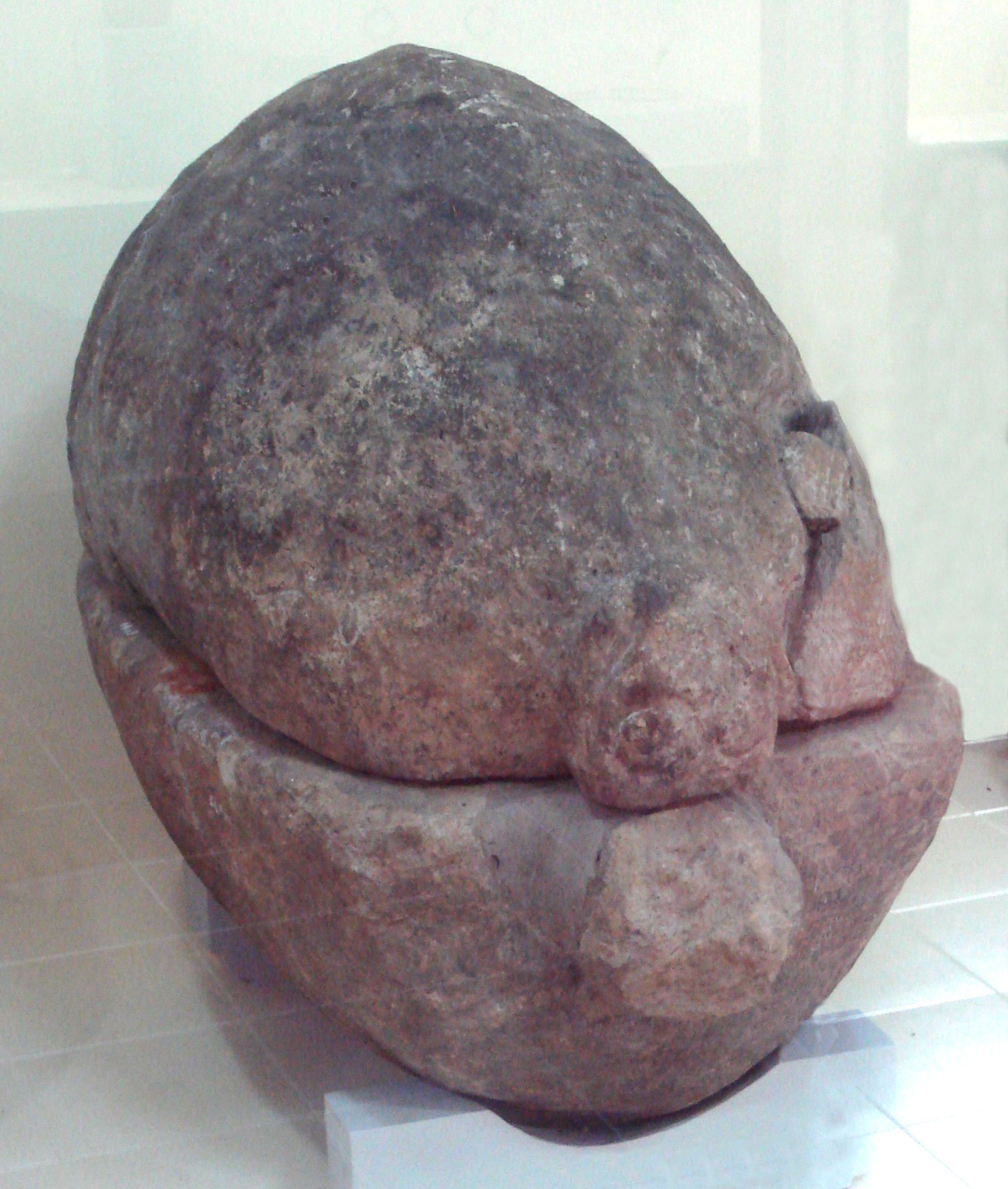
Неолитический каменный саркофаг, музей Бали

Примерно с 3000 по 600 год до н.э. возникает неолитическая культура, характеризующаяся новой волной жителей, принесших технологии выращивания риса и говорящих на австронезийских языках. Эти австронезийские народы мигрировали, видимо, из Южного Китая через Филиппины и Сулавеси. Среди предметов культуры характерны прямоугольные тесла и красная глиняная посуда с орнаментом.
В этот период создания поселений и деревень расчищались джунгли и леса. Были найдены несколько плетёных судов, а также небольшая лодка. Основными продуктами питания были свинина и бетель. Среди верований преобладали горные культы. Некоторые высокопоставленные умершие были похоронены в овальных каменных саркофагах с вылепленными на них человеческими головами или зооморфными фигурами. Тела либо укладывали в положении спящего, либо для компактности складывали пополам или втрое.
Важным археологическим памятником эпохи неолита на Бали является Чекик (Cekik) в западной части острова.
Считается, что эти же австронезийцы продолжили свою экспансию на восток, заняв около 2000 лет назад меланезийские и полинезийские острова. Культурные черты этого периода все еще ясно видны в современной культуре Бали и связывают ее с культурами Юго-Восточной Азии и Тихого океана.

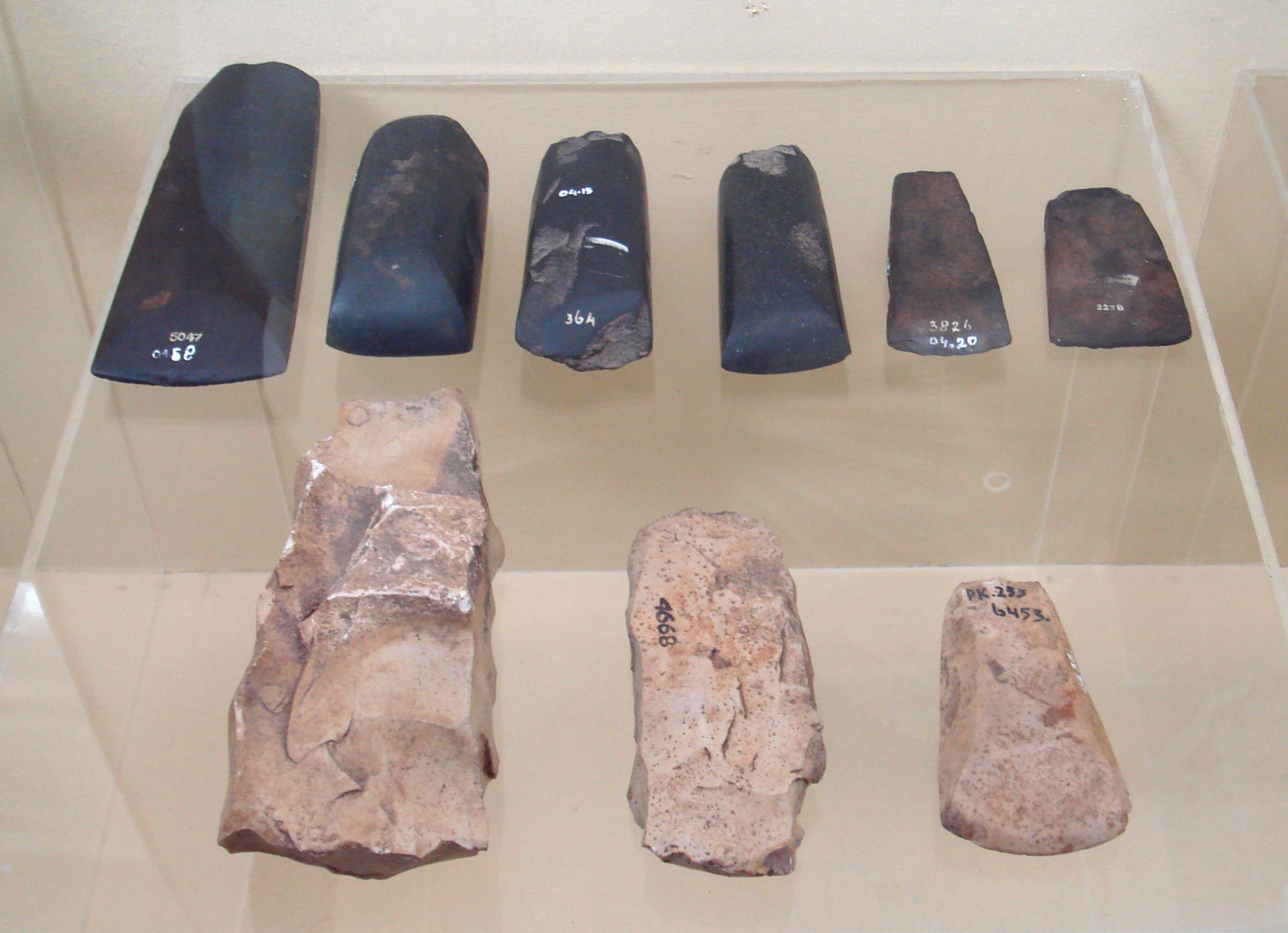
Неолитические каменные изделия, Бали
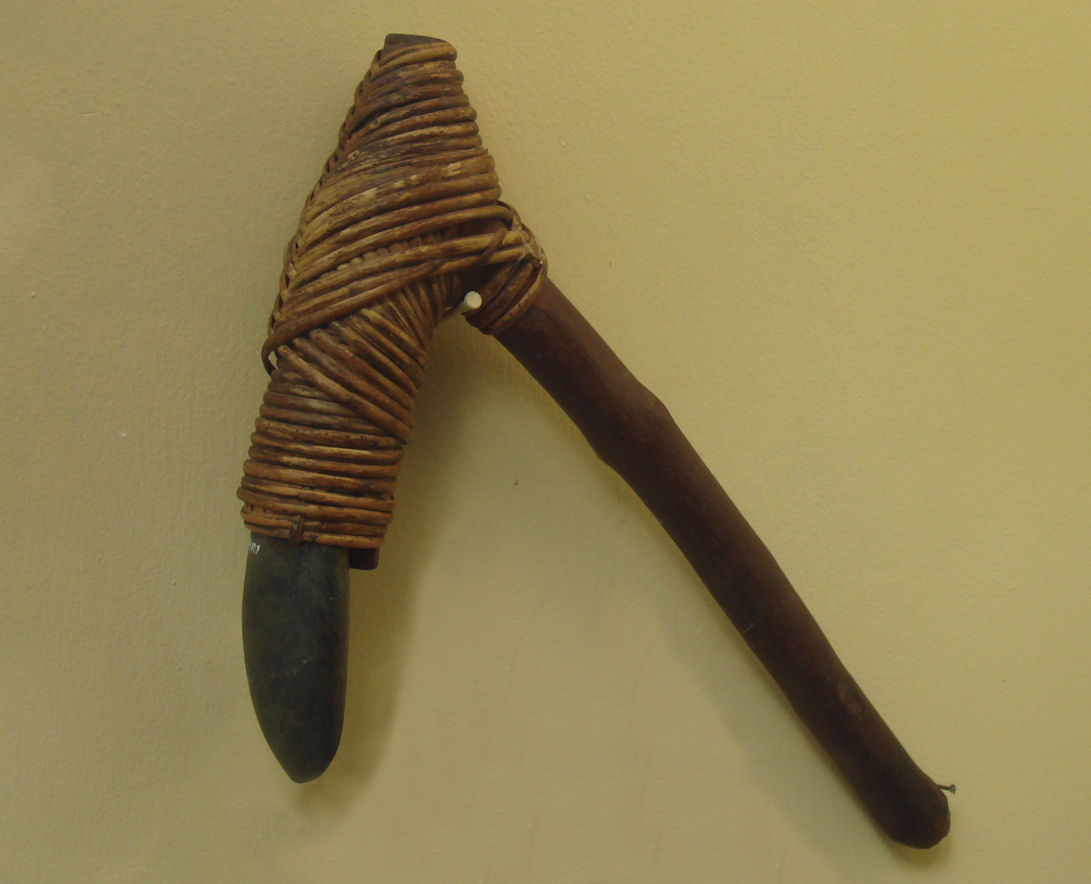
Реконструкция неолитического сельскохозяйственного инвентаря, Бали

## Бронзовый век: приход культуры Донгшон (600 г. до н.э. – 800 г. н.э.)

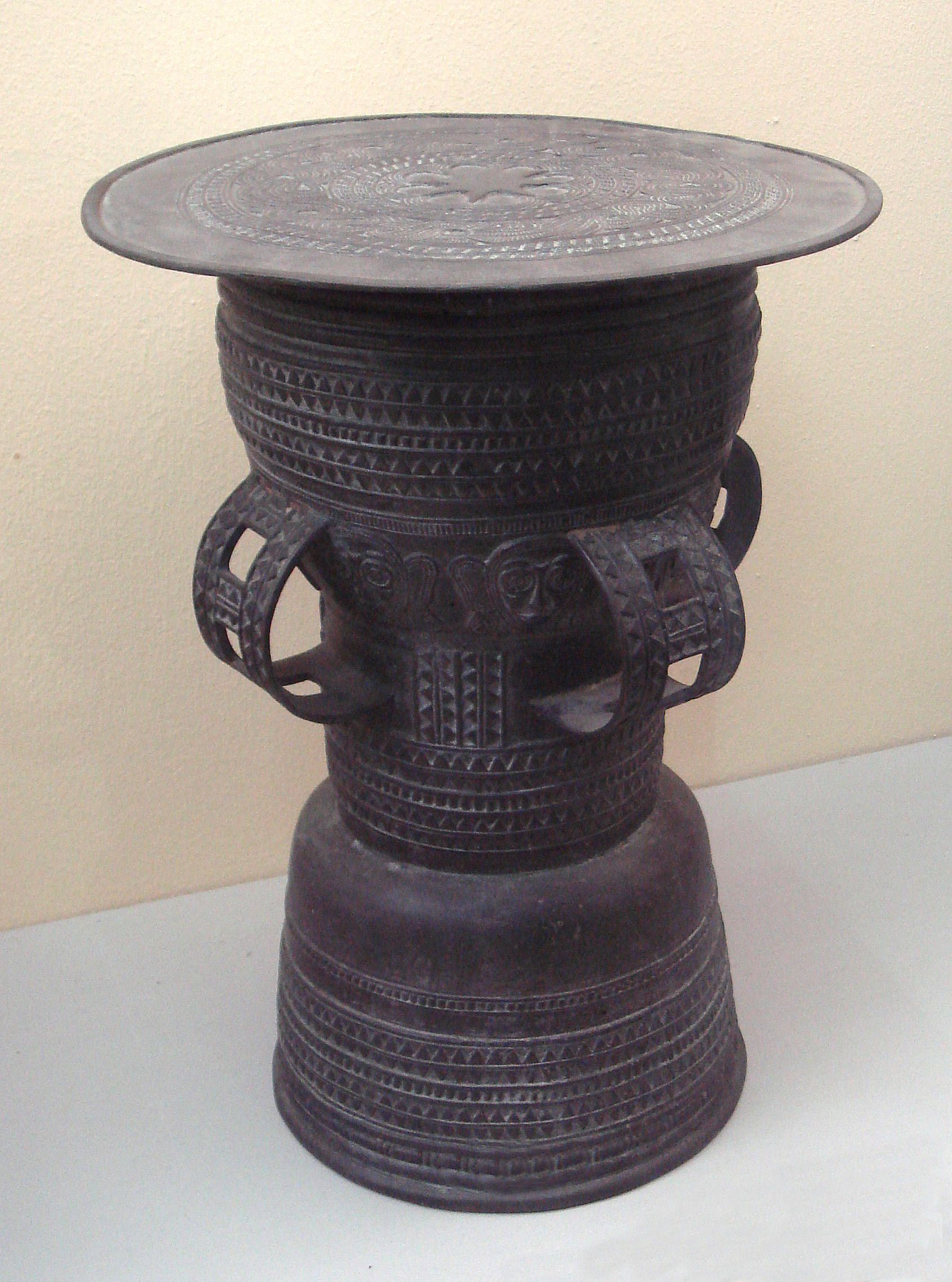
Церемониальный барабан бронзового века, Бали

«Бронзовый век на Бали приходится на период с 600 г. до н.э. до 800 г. н.э. Между VIII и III вв. до н.э. на острове появились металлургические технологии Донгшон» из Северного Вьетнама. Эти техники включали сложное литье в формы со спиральными и антропоморфными мотивами. Считается, что эти изделия производились на месте, однако сырье для производства бронзы (медь и олово) приходилось импортировать, так как на Бали не было нужных месторождений.
Были найдены многочисленные бронзовые инструменты и оружие (топоры, кухонные принадлежности, украшения), а также в изобилии церемониальные «барабаны того периода, такие как Луна Педженга», самый большой церемониальный барабан, найденный в Юго-Восточной Азии, датируемый примерно 300 г. до н.э.
Каменные саркофаги все еще использовались в этот период, так как в них были найдены бронзовые артефакты.

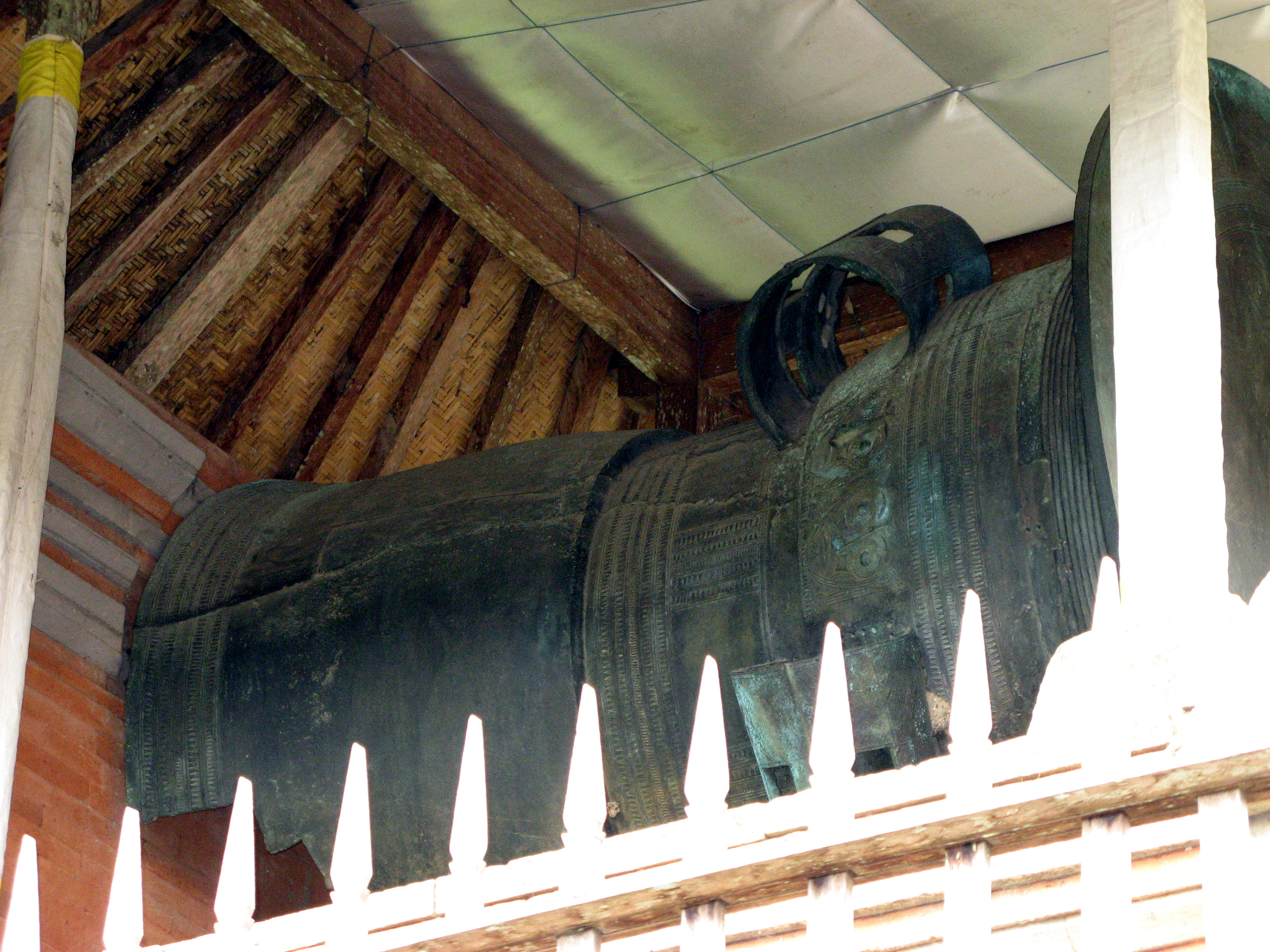
Церемониальный барабан «Луна Педженга»
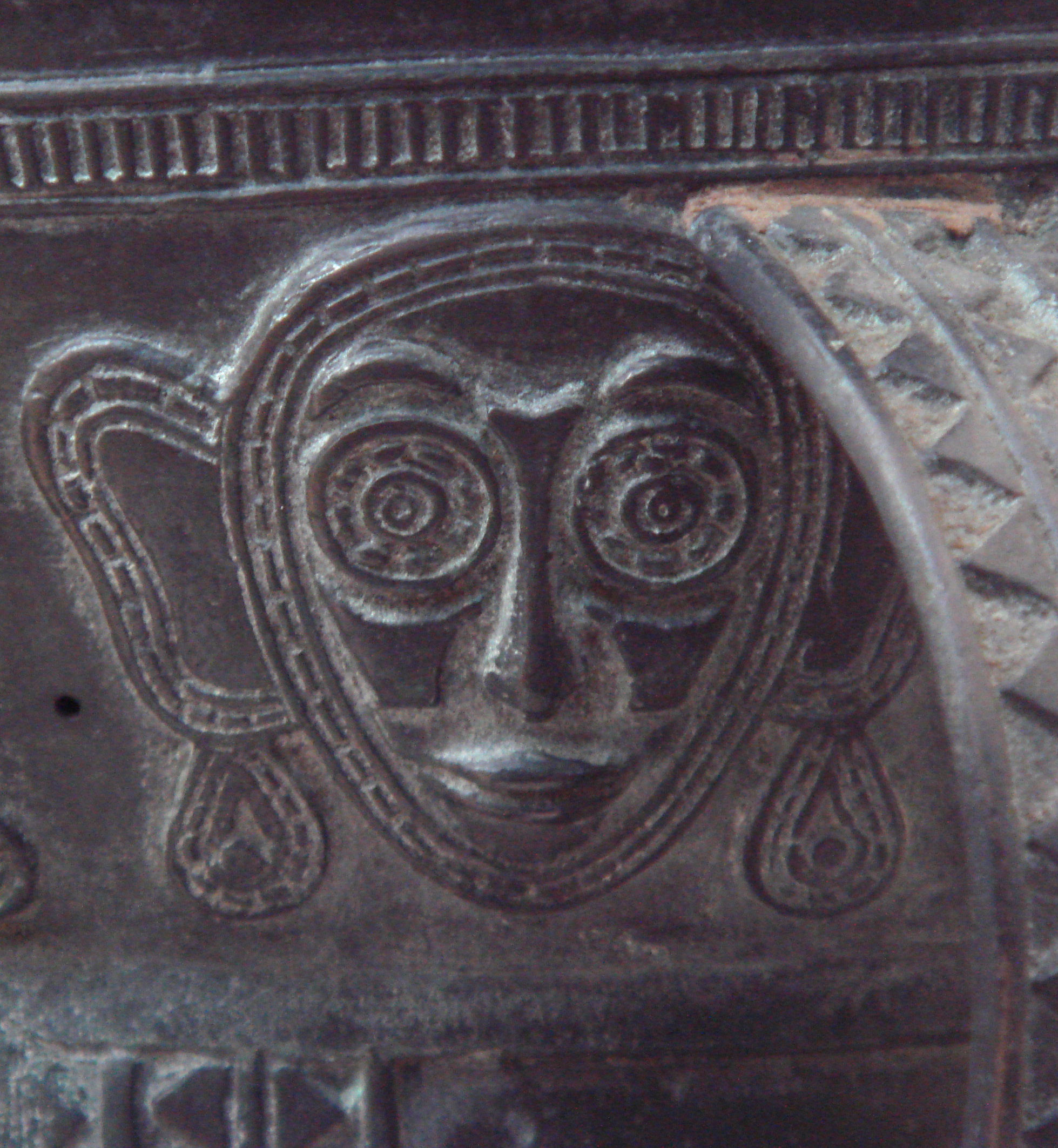
Антропоморфный рисунок на барабане бронзового века, Бали
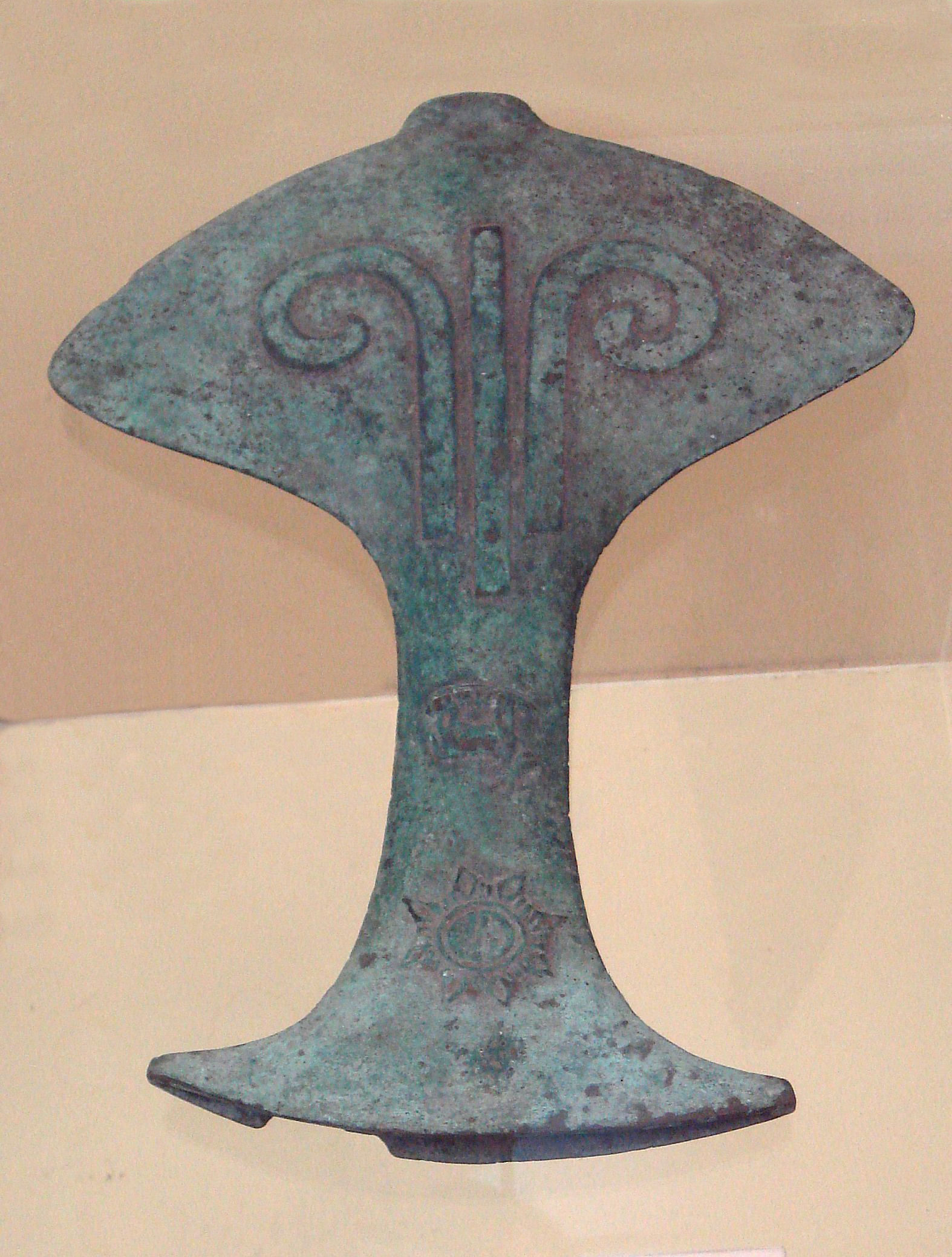
Копье бронзового века
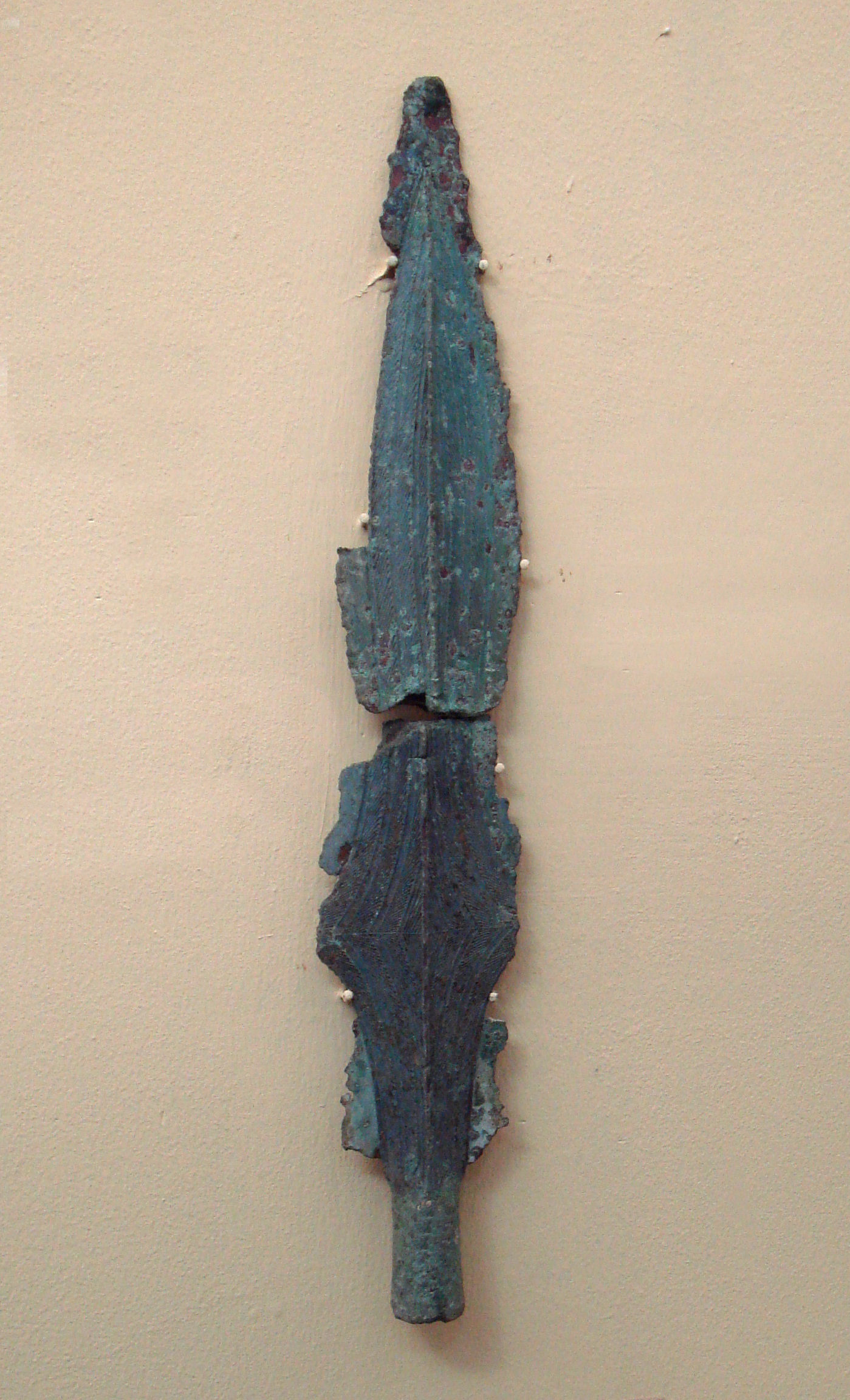
Украшенный наконечник копья
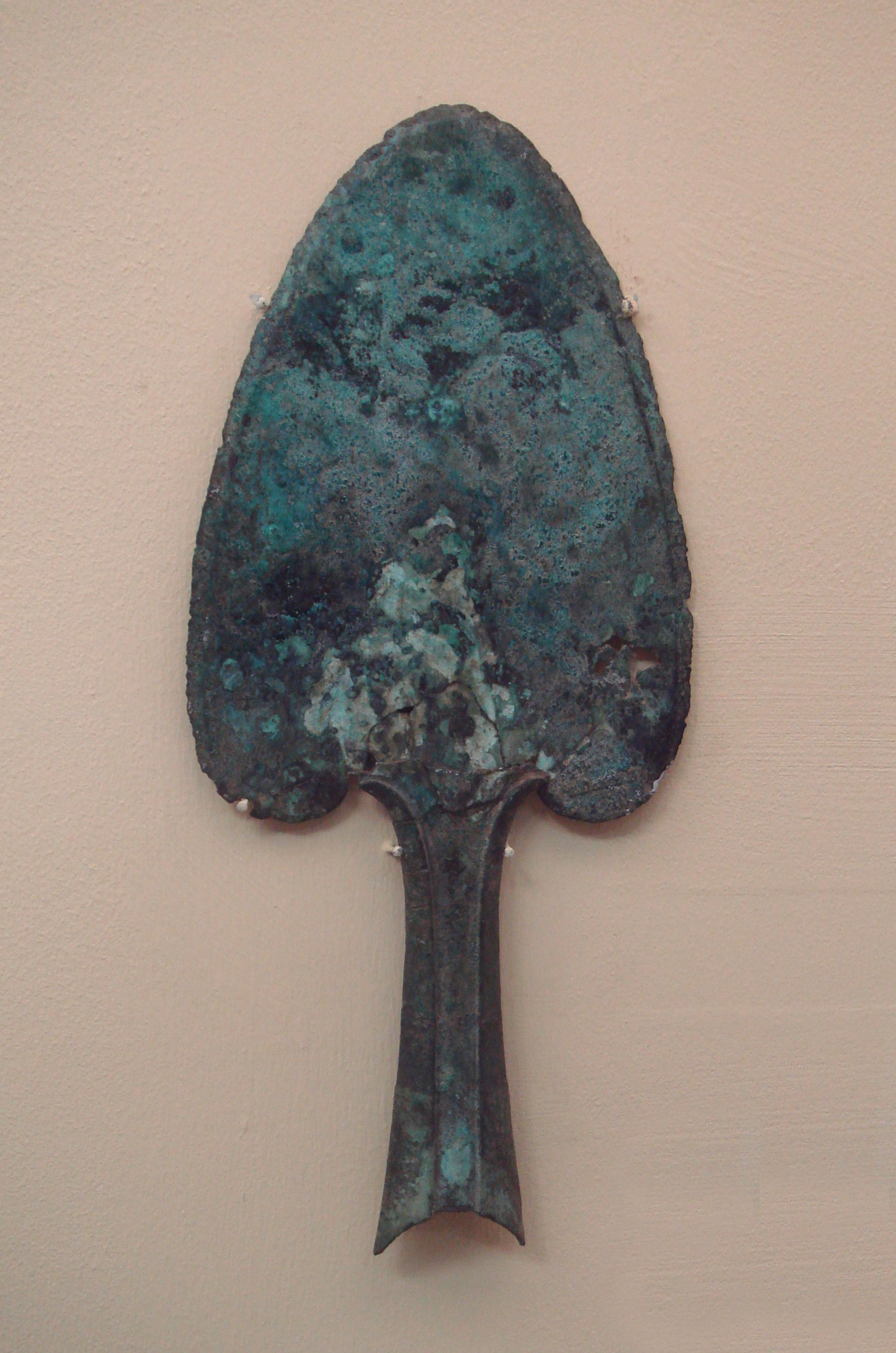
Наконечник копья в форме сердца
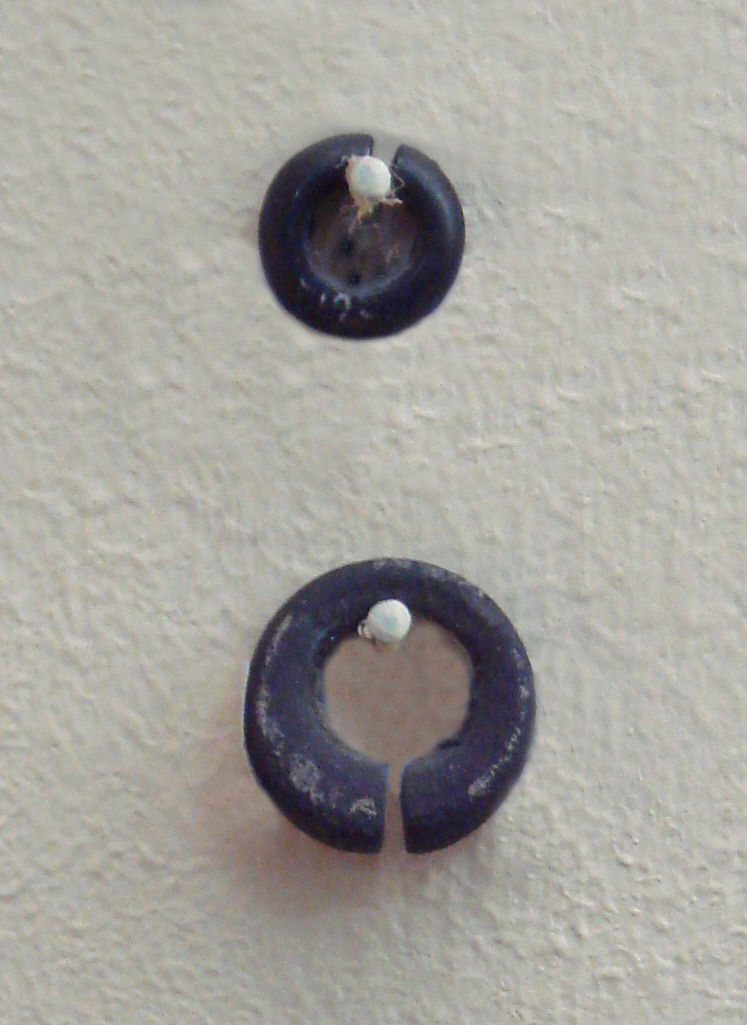
Бронзовые серьги

## Индийские королевства (800-1343 гг. н.э.)

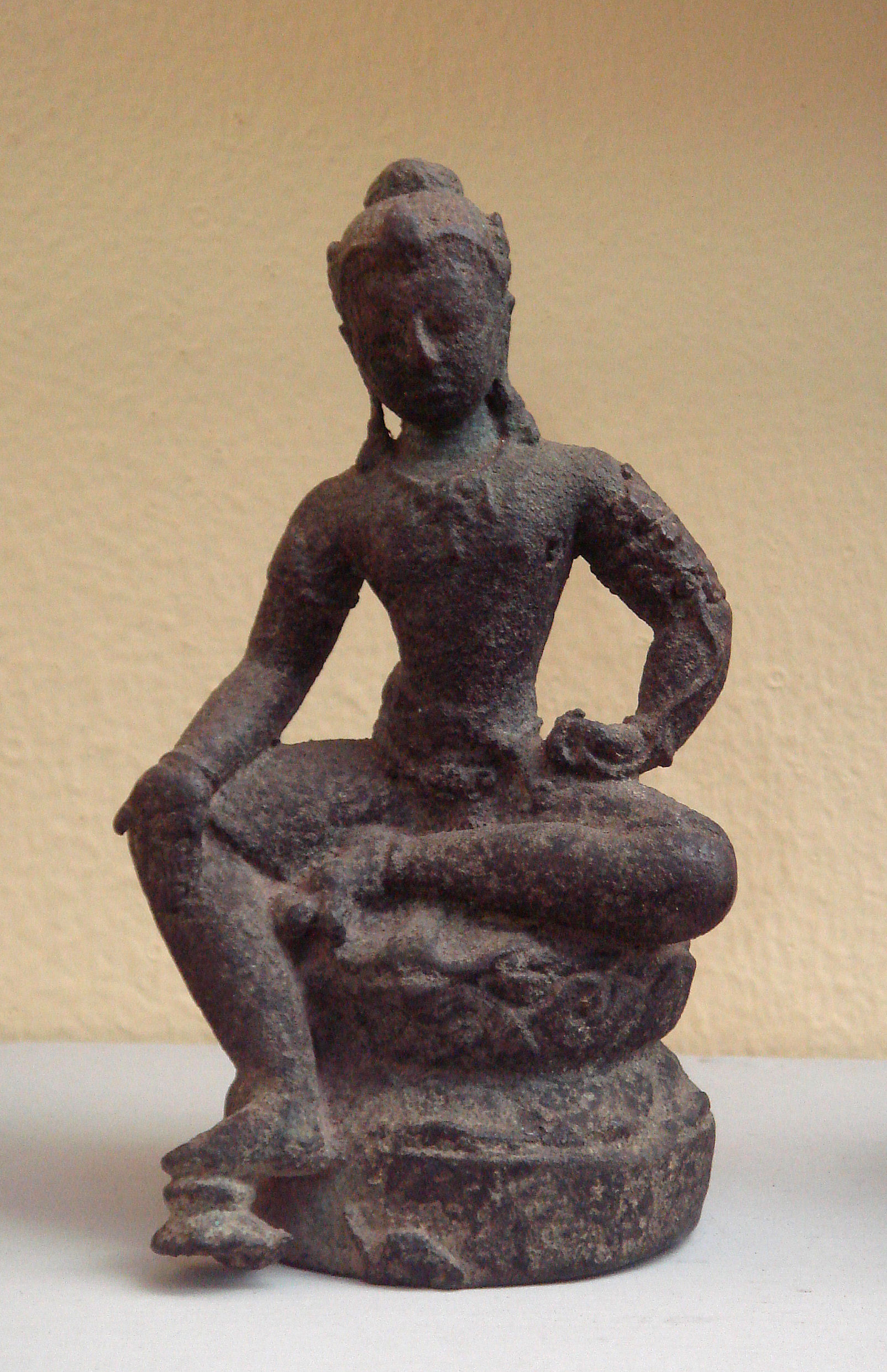
Будда Манджукри из пещеры Гоа Гаджа, Бали

Древний исторический период определяется появлением на Бали первых письменных источников в виде глиняных дощечек с буддийскими надписями. Эти буддийские надписи, найденные в небольших глиняных ступах, являются первыми известными письменными надписями на Бали и датируются примерно VIII в. н.э.. Такие фигурки были найдены в округе Гианьяр, в деревнях Педженг, Татиапи и Блахбатух.
Этот период связан с приходом и распространением буддизма и индуизма. В надписи Бланджонг (Prasasti Blanjong, 914 г.) на юге Санура упоминается правление балийского короля Шри Кесари. Она сделана как на санскрите, так и на старом балийском языке с использованием двух письменностей: нагари и старобалийского письма (которое используется для письма как на балийском, так и на санскрите). Согласно индийскому календарю Сака надпись датирована 4 февраля 914 г. н.э..
Каменный храм Гоа Гаджа был построен примерно в тот же период и демонстрирует сочетание буддийской и индуистской (шиваитской) иконографии.
Также имели место смешанные браки между королевской семьей Явы и Бали, например, балийский король Удаяна Вармадева из династии Вармадева женился на яванской принцессе, сестре императора Явы Дхармавангсы. Их сын Аирлангга стал великим правителем Восточной Явы, территория его королевства распространялась также на Бали. Известно, что в XII веке на Бали правили потомки Аирлангги, такие как Джаясакти (1146–1150) и Джаяпангус (1178–81).
В 1284 году, как сообщается в древнеяванской поэме Нагаракертагама (песнь 42, строфа 1), на Бали вторгся царь Сингасари Кертанегара.
Контакты с Китаем также были важны в этот период. Китайские монеты «Кепенг», использовались на Бали с VII в. Традиционный персонаж балийской мифологии Баронг также считается производным от китайского изображения льва. Согласно балийским легендам, балийский король Джаяпангус XII века Джаяпангус был женат на китайской принцессе.

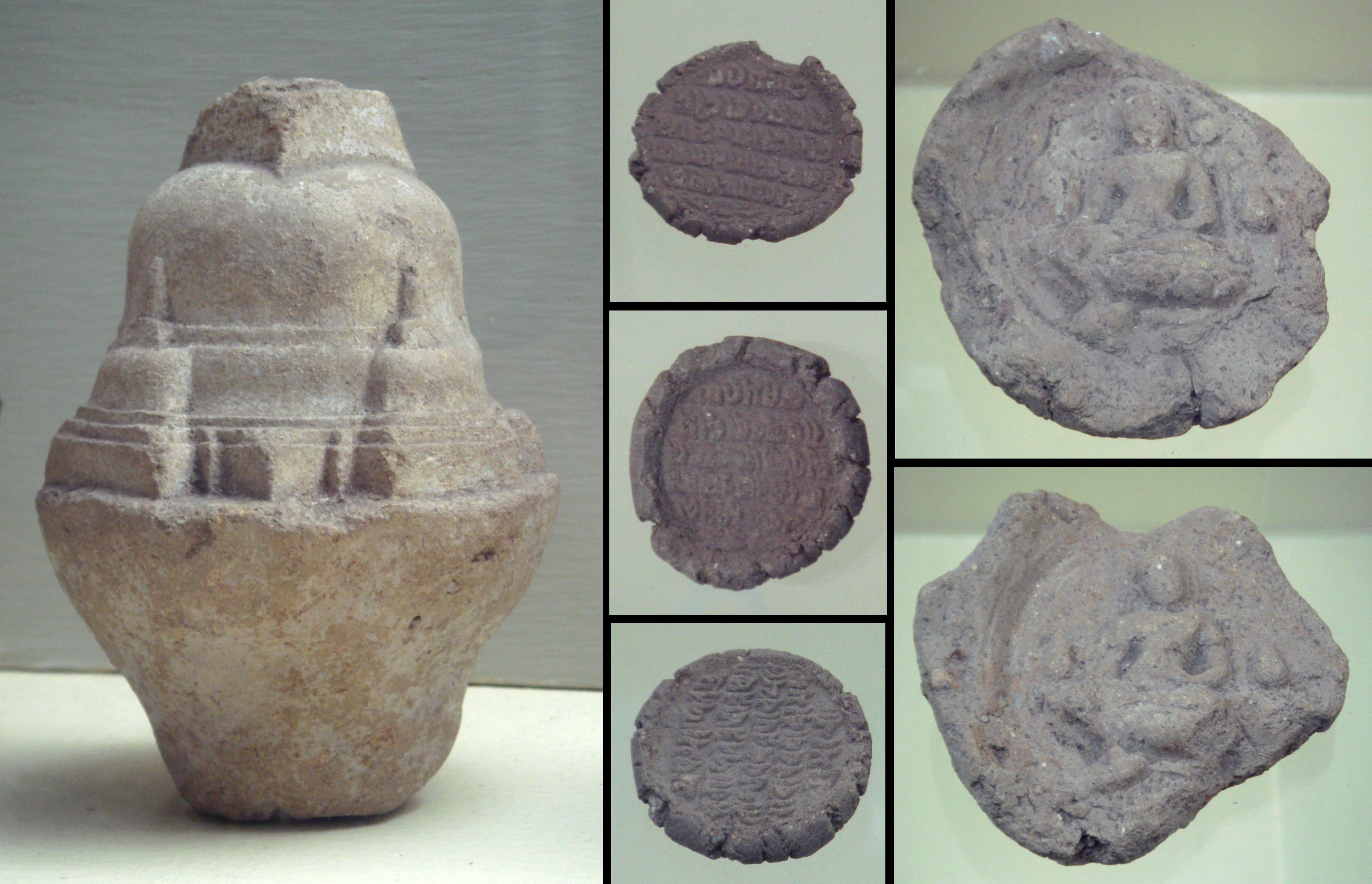
Буддийская модель глиняной ступы, внутри которой находятся глиняные таблички с буддийскими текстами и буддийскими изображениями. Бали, VIII в.
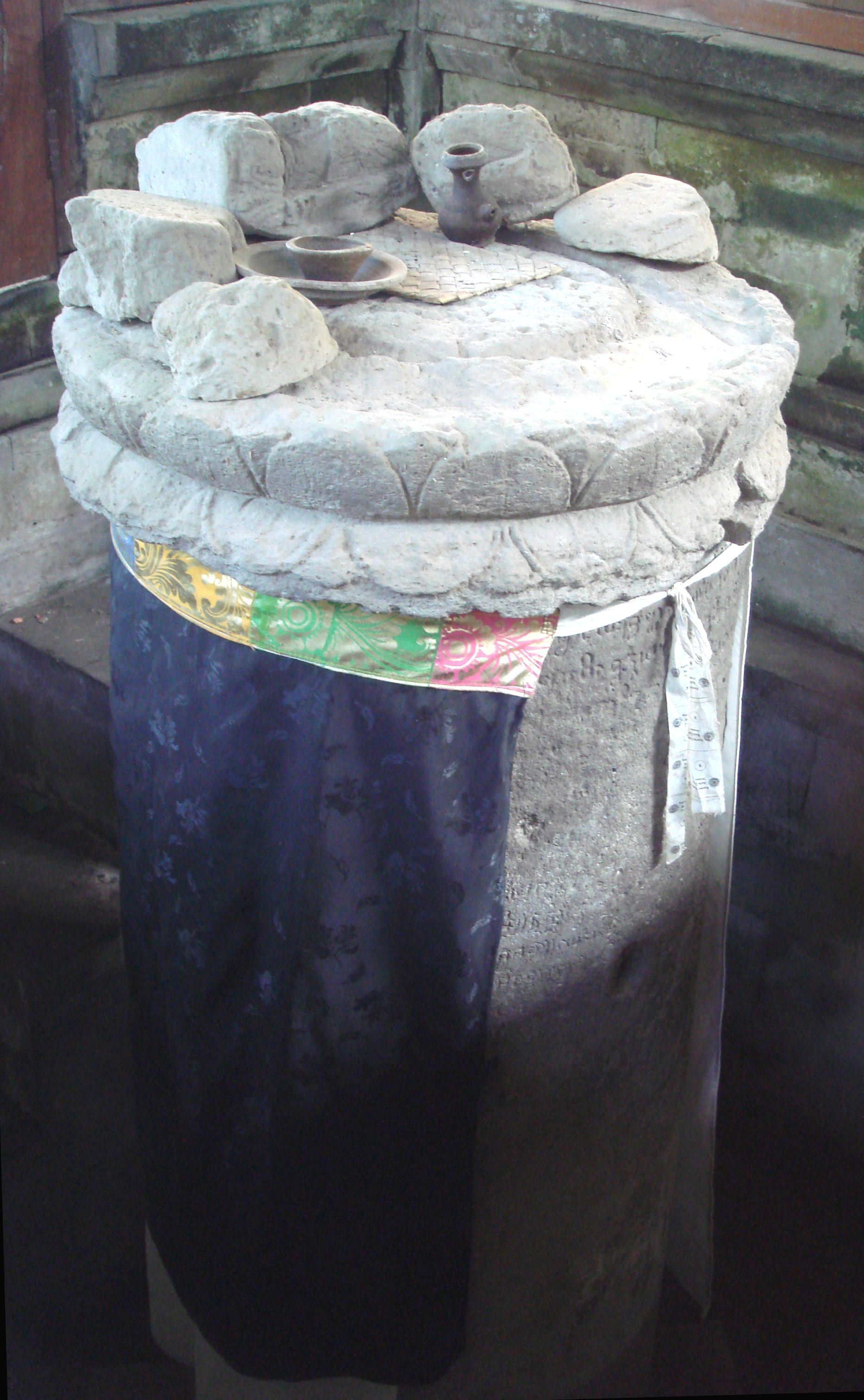
Столб Беланджонг в Сануре датируется 914 годом н.э. и свидетельствует о контактах между Бали и Индийским субконтинентом
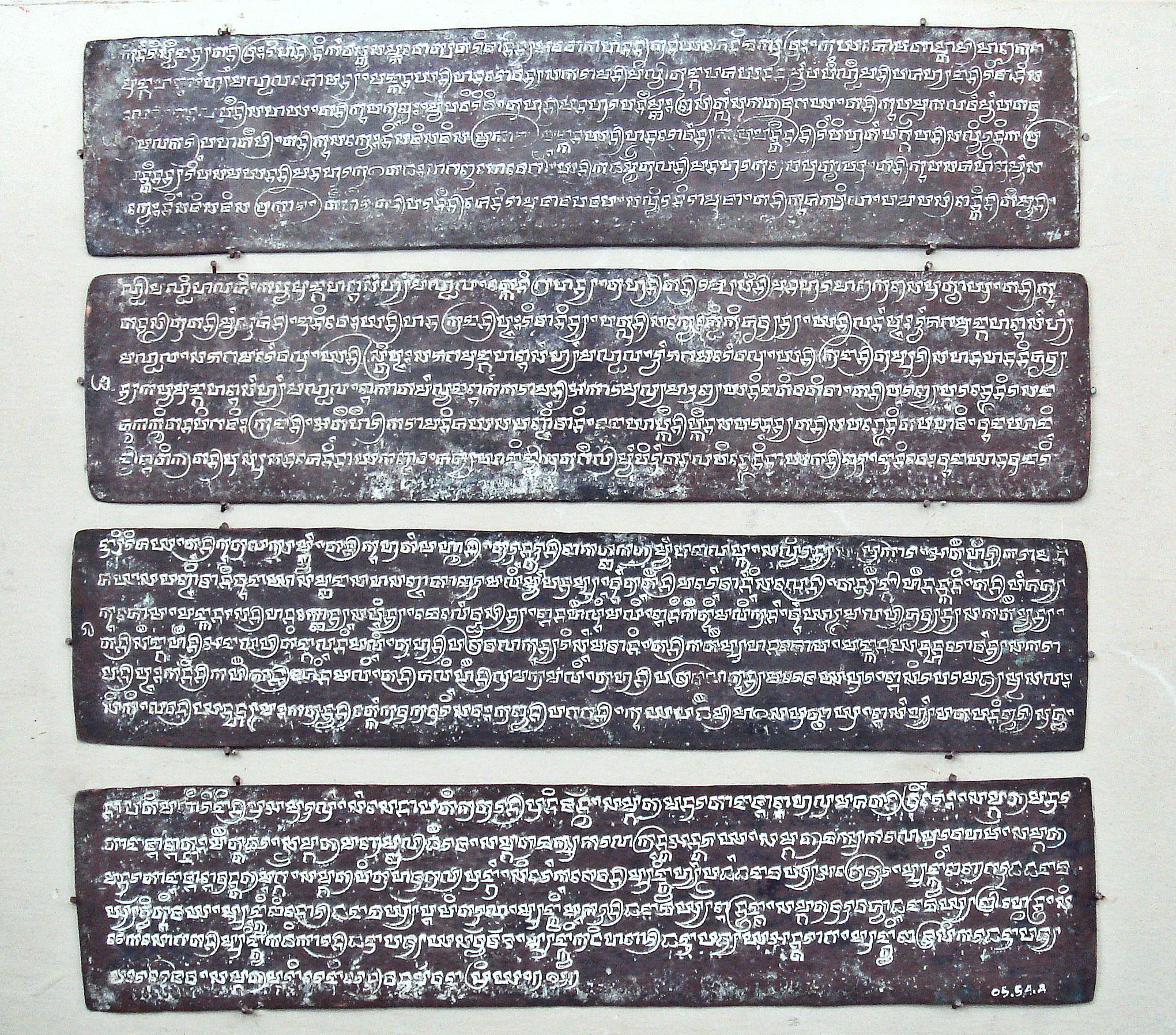
Медная пластина с надписью короля Джаяпангуса, старобалийский язык, XII в.

## Правление династии Маджапахит (1343–1846 гг.)

### Золотой век династии Маджапахит

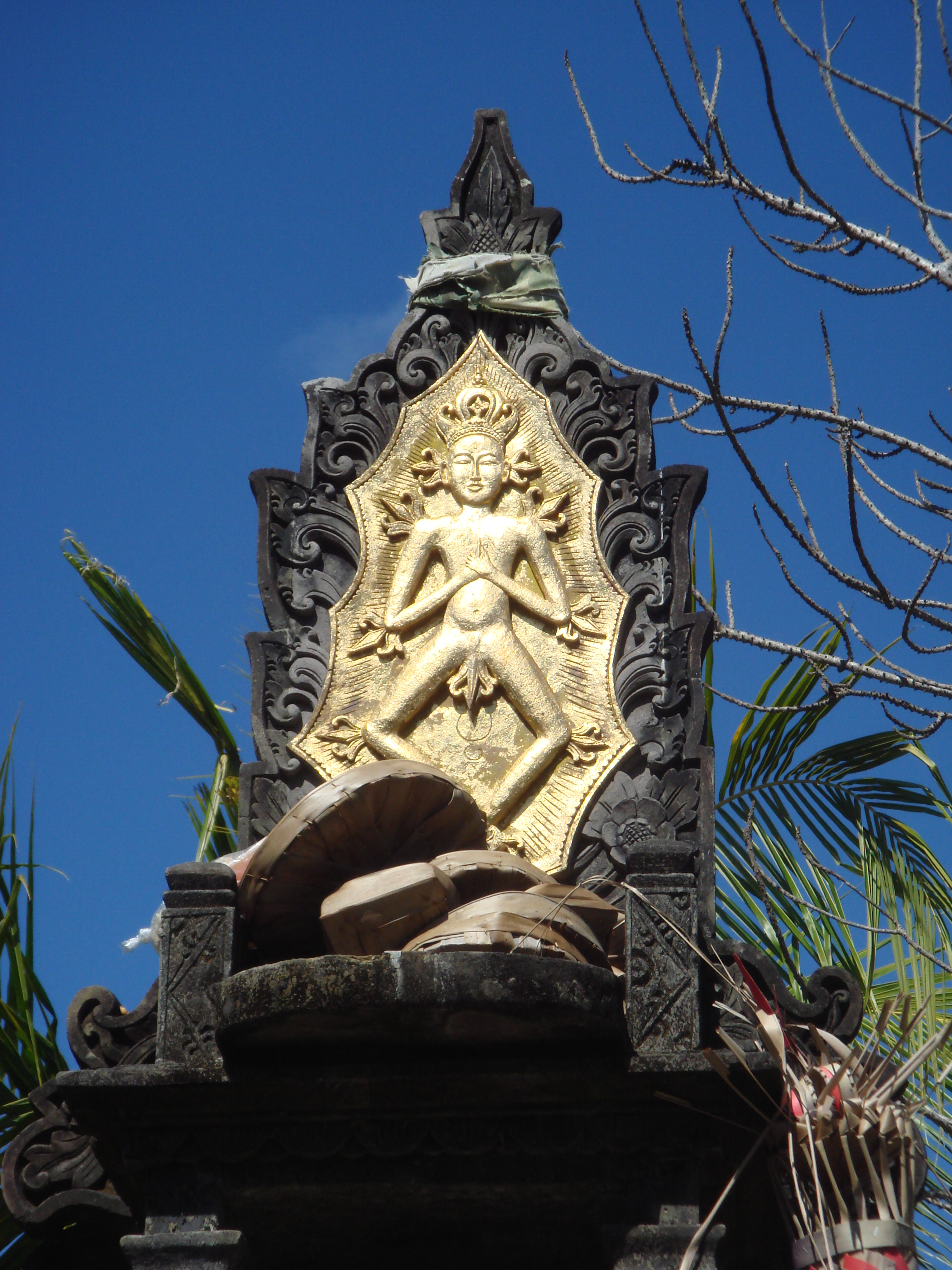
Изображение Ачинтья в виде сияющего бога солнца на обратной стороне трона Падмасана, Джимбаран, Бали

Империя Маджапахит установила своё правление на Бали в 1343 году, когда Гаджа Мада, премьер-министр яванского короля, победил балийского короля в Бедулу. Столица империи Маджапахит на Бали стал Сампранган, а позже Гельгель. Гелгель оставался верховным королевством на Бали до второй половины XVII в.
Правление Маджапахит знаменует собой сильный приток на Бали элементов яванской культуры, прежде всего в архитектуре, танце и театре, в литературе с введением письма кави, в живописи и скульптуре, в кукольном театре ваянг. Те немногие балийцы, которые не приняли эту культуру, известны как «en:Bali Aga» («исконные балийцы») и до сих пор живут в нескольких изолированных деревнях.
Около 1400 г. н. э. королевства на индонезийских островах подверглись нападению со стороны континентальных мусульманских армий, которое положило конец индуистско-буддийским королевствам и общинам на многих островах Индонезии. Индусы западной Явы отошли на восток, а затем на остров Бали и соседние небольшие острова, положив начало балийскому индуизму.
С появлением ислама империя Маджапахит пала, и Бали стал независимым в конце XV или начале XVI в. Согласно некоторым мифам, яванская аристократия бежала на Бали, что привело к еще большему притоку индуистского искусства, литературы и религии. Согласно более поздним хроникам, династия Маджапахитов продолжала править Бали еще пять столетий до 1908 года, когда голландцы уничтожили ее в результате интервенции на Бали. В XVI веке балийский король Далем Батуренггонг даже расширил свои владения на Восточную Яву, Ломбок и западную Сумбаву.
Около 1540 года вместе с продвижением ислама, произошло движение индуистской реформации, возглавляемое Данг Хьянг Нирартой, что привело к возведению храма «Падмасана» в честь Верховного Бога Ачинтья и установление на Бали нынешней формы поклонения Шиве. Нирарта также основал множество храмов, в том числе впечатляющий храм в Улувату.

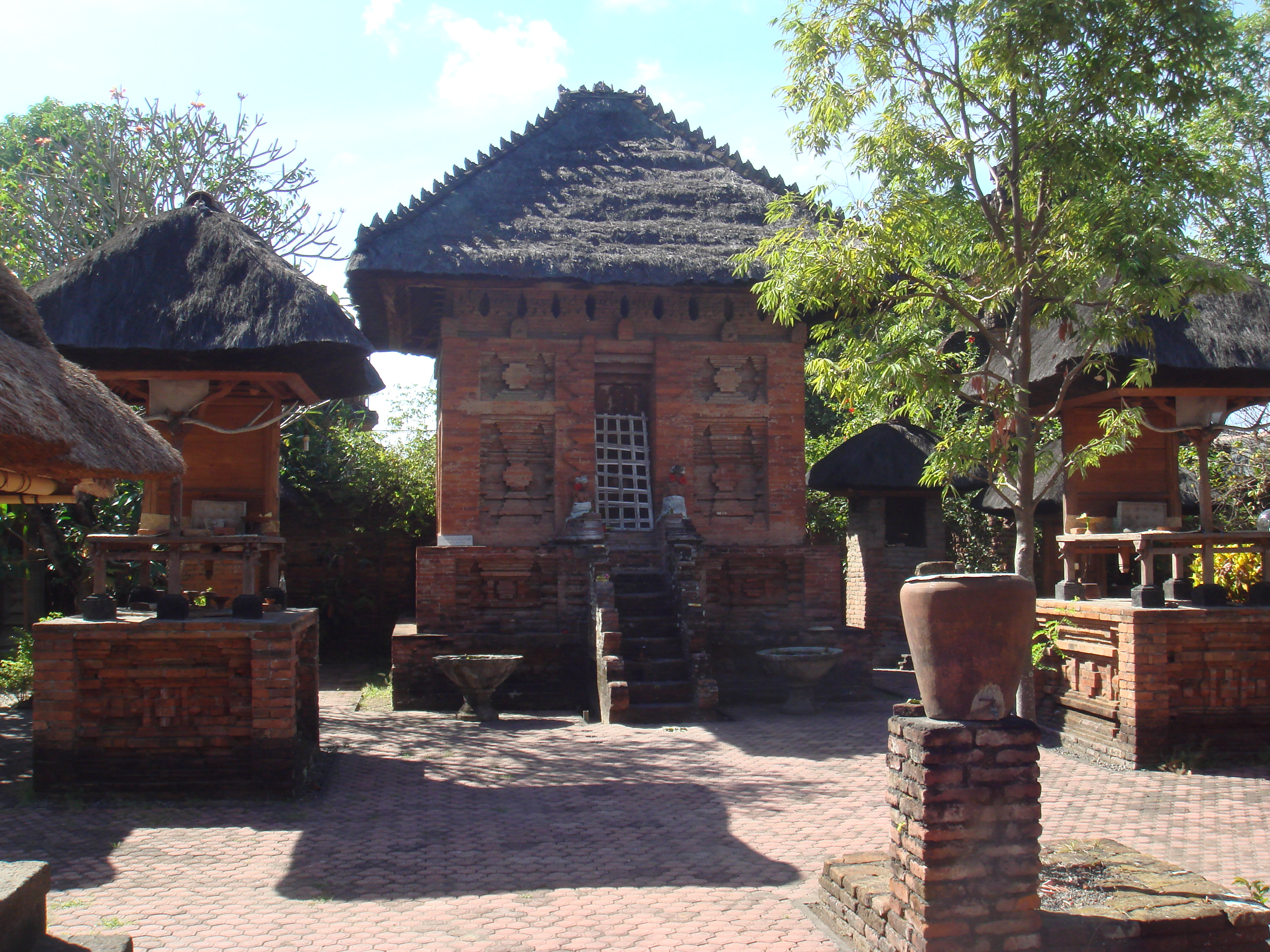
Pura Majapahit (храм Маджапахит), основанный в период империи Маджапахит

### Контакты с европейцами

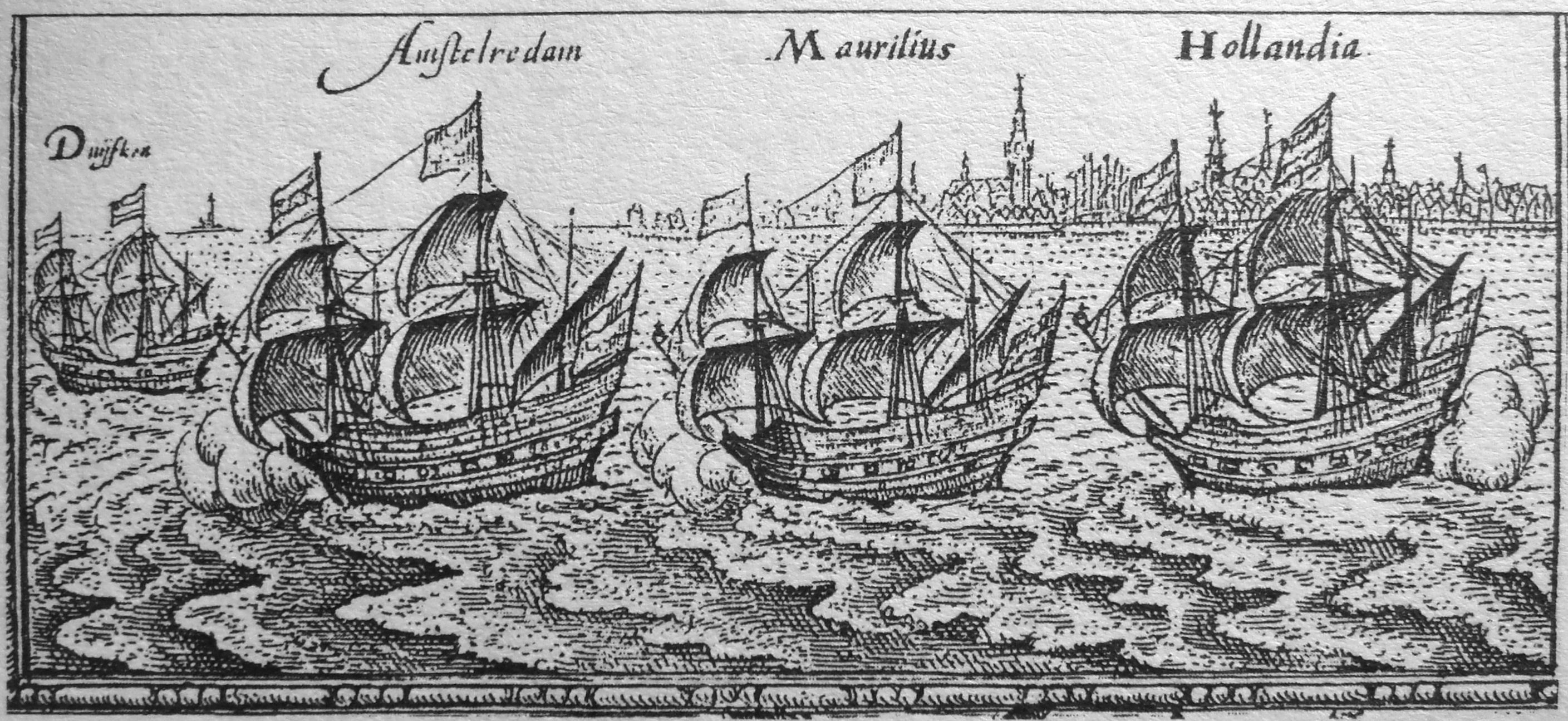
«Балийский флот» Корнелиса де Хаутмана, покидающий Амстердам

Первые сведения о Бали исходят от Марко Поло и других европейских путешественников и торговцев через Средиземное море и Азию.
Считается, что первый контакт европейцев с Бали произошёл в 1512 году, когда португальская экспедиция под руководством Антониу Абреу и Франсишку Серрана достигла северного побережья острова. Это была первая экспедиция из серии двухгодичных плаваний на Молуккские острова, которые на протяжении XVI в. обычно проходиливдоль побережья Зондских островов. В том же 1512 году Бали был нанесен на карту Франсиско Родригеса, который участвовал в экспедиции
Считается, что экспедиция Магеллана (1519–1522) в лице Хуана Себастьяна Элькано, возможно, заметила остров, и в ранних португальских и испанских картах остров упоминается под разными именами, такими как Boly, Bale и Bally. Сэр Фрэнсис Дрейк ненадолго посетил остров в 1580 году.
В 1585 году португальское правительство в Малакке отправило корабль для основания форта и торгового поста на Бали, но корабль затонул на рифе полуострова Букит, и только пятеро выживших смогли добраться до берега. Они пошли на службу к королю Гельгеля, известному как Далем, и получили от него жён и дома.
В 1597 году голландский исследователь Корнелис де Хаутман прибыл на Бали с 89 (из 249) выжившими членами экипажа. После визитов в Куту и Джембрану он собрал свой флот в Паданг Бай. С энтузиазмом он окрестил остров «Молодая Голландия» (Jonck Hollandt). Им удалось встретиться с королём Далемом и одним из португальцев, служивших на Бали с 1585 года, Педро де Норонья.
Вторая голландская экспедиция под командованием Якоба ван Хемскерка достигла Бали в 1601 году. По этому поводу король Гельгеля Далем отправил письмо Морицу Оранскому, перевод которого прислал Корнелис ван Эмскерк. Это письмо впоследствии использовалось голландцами в своих претензиях на остров:

"Хвала Богу
Король Бали шлет привет королю Голландии. Ко мне прибыл ваш адмирал Корнелис ван Эмскерк, он принес мне письмо от Вашего Высочества и просил, чтобы я разрешил голландцам торговать здесь так же свободно, как и сами балийцы, поэтому я даю разрешение всем, кого Ты пошлешь, торговать так же свободно, как мои собственный люди, когда они посещают Голландию, и чтобы Бали и Голландия были единым целым.
Это копия письма короля, которое было дано мне на балийском языке и которое Эмануэль Роденбух перевел на голландский. Подписи не было. Оно также будет отправлено от меня вам.
 7 июля 1601 г., Корнелис ван Эмскерк

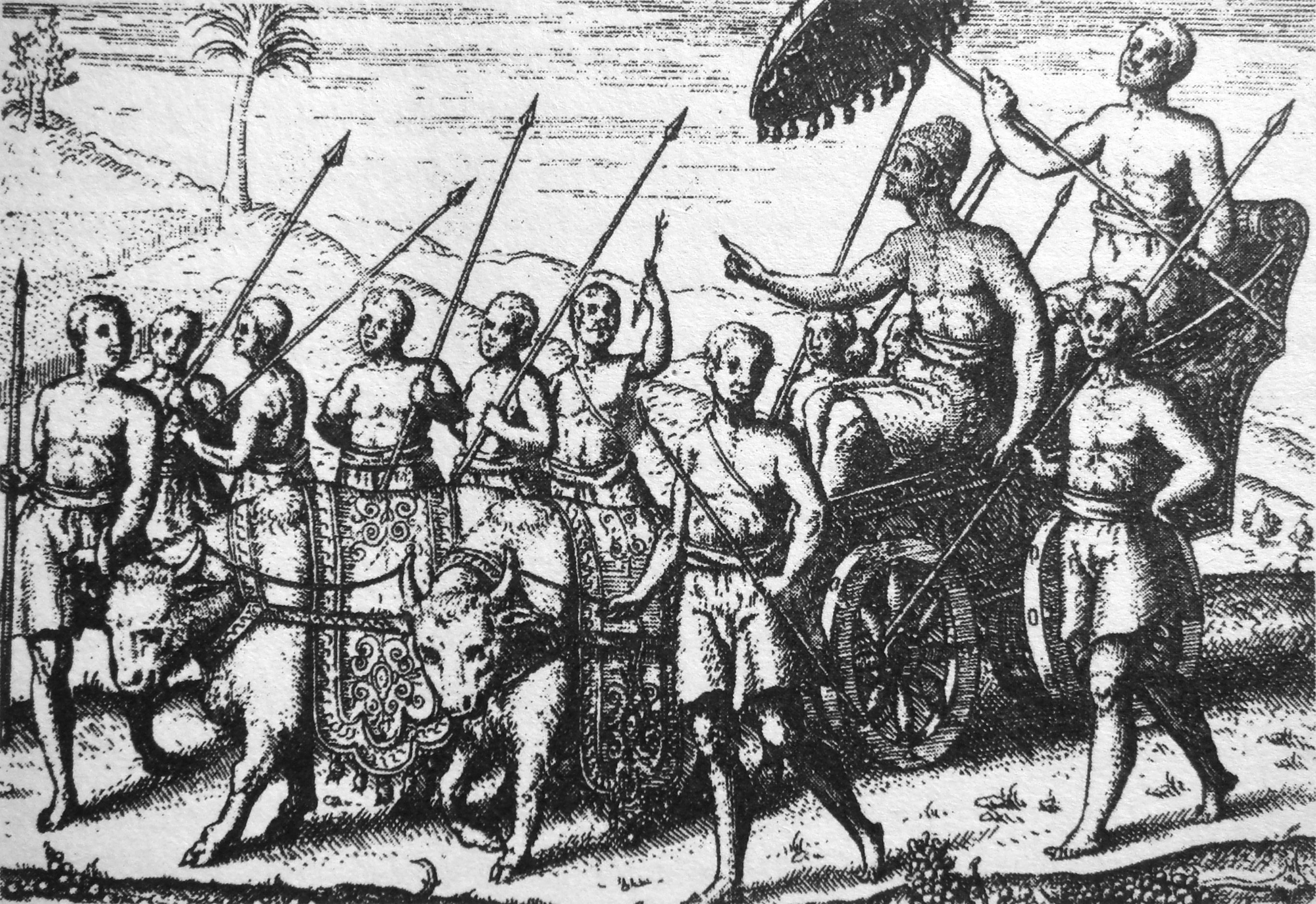
Балийский король Далем в повозке, запряжённой двумя белыми буйволами (из книги Хаутмана Verhael vande Reyse ... Naer Oost Indien 1597 г.)
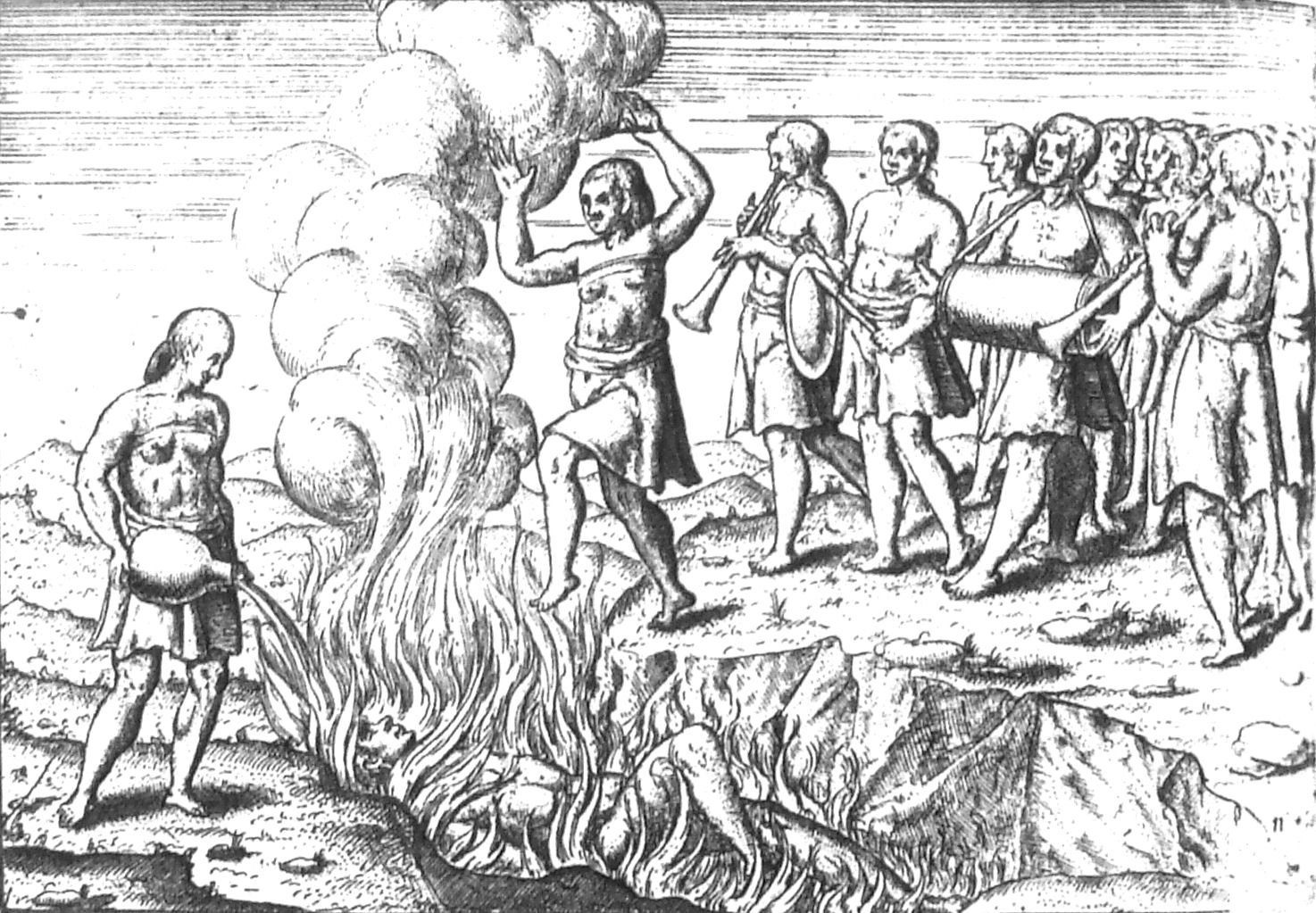
Балийский ритуал сожжения «Сати» (из книги Хаутмана Verhael vande Reyse ... Naer Oost Indien 1597 г.)

#### Торговля рабами и опиумом

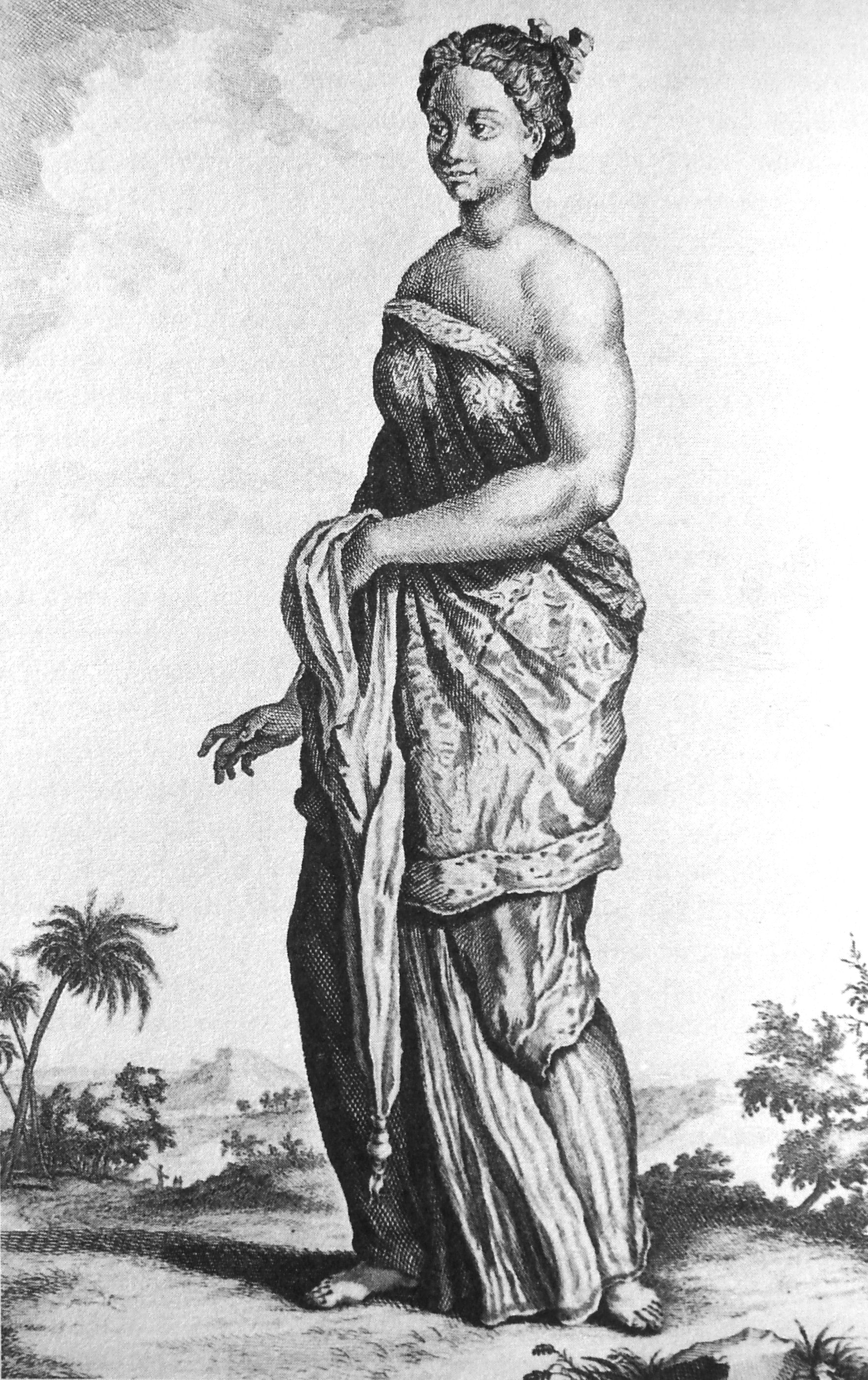
Балийская рабыня в Батавия около 1700 года, из Корнелис де Брюйн Путешествие Корнеля ле Брюна..., 1718.

Голландские записи о контактах с Бали в 17 и 18 веках крайне скудны. Хотя Голландская Ост-Индская компания была очень активна на Молуккских островах, Яве и Суматре, она мало интересовалась Бали. В 1620 году была предпринята попытка открытия торгового поста, когда первому купцу Гансу ван Мельдерту была поручена покупка «риса, животных, провизии и женщин». Предприятие было заброшено из-за враждебных отношений с королями Бали, и Мелдерт вернулся только с 14 рабынями.
Помимо этих попыток, Голландская Ост-Индская компания оставила торговлю на Бали частным торговцам, в основном китайцам, арабам, бугисам и иногда голландцам, которые в основном занимались опиумом и работорговля. По словам Ханны, «балийские рабы высоко ценились как на Бали, так и за границей. Балийские рабы-мужчины были известны своими ручными навыками и храбростью, женщины — своей красотой и художественными достижениями». Короли Бали обычно продавали в рабство своих политических противников, должников, преступников или даже сирот или вдов. Таких рабов использовали в Батавии н домохозяйствах, в голландской колониальной армии или отправляли за границу, причем крупнейшим рынком сбыта был Французский Маврикий. Плата балийским королям обычно производилась опиумом. Главным портом для этой торговли была гавань Булеленг на севере Бали. различные попытки участвовать в балийской торговле, к большому беспокойству голландцев.

#### Локальные конфликты
В 30-х годах XVII века голландцы и балийцы, которые находится в конфликте с султанатом Матарам на Яве, ищут пути для заключения союза. В 1633 году голландцы, находившиеся в состоянии войны с Матарамом, отправили посла Ван Оостервейк в королевство Гельгель, чтобы заручиться поддержкой балийского короля, который, по-видимому, со своей стороны готовил наступление на султанат. Однако попытка заключить союз не удалась. Когда Матарам в 1639 году вторгся на Бали, Дева Агунг, в свою очередь, тщетно пытался заручиться поддержкой к голландцев (которые в XVII и XVIII веках потеряли интерес к Бали) и сумел самостоятельно отбиться от Матарама. После 1651 года королевство Гельгель, ослабленное постоянными конфликтами, начало приходить в упадок.
В 1660-х годах Ки Густи Нгурах Панджи Шакти основал королевство Булеленг на севере Бали. На востоке Бали королевство Карангасем с 1680-х годов предприняло ряд попыток завоевать Ломбок, но столкнулось с армиями королевств Гова и Бима (Сумбава).
В 1684 году Сурапати, бывший балийский раб, сбежавший из Батавии и укрывшийся в горах к югу от города, нападает на отряд Голландской Ост-Индской компании, а затем находит убежище в Пасуруане, в княжестве Баламбанган. Потомки Сурапати участвуют в различных войнах между яванскими князьями и против Голландской Ост-Индской компании вплоть до пленения в 1771 году последнего представителя линии.
В 1686 году  в четырех километрах к северу от Гельгеля было основано королевство Клунгкунг, однако его правители, унаследовавшие от королей Гельгеля титул Дева Агунг, не смогли установить власть над всей территорией Бали
В 1697 году Булеленг завоевал Бламбанган. Около 1700 года доминирующей державой на юге Бали стало королевство Менгви. Менгви отвоёвывает Бламбанган у Булеленга и в конечном итоге становится самым могущественным государством на острове. Трижды (1714, 1726 и 1729) балийские короли отправляли экспедиции в западную часть Восточной Явы, чтобы совершить паломничество к месту древнего королевства Маджапахит, откуда, по их мнению, произошли их предки.
Короли Менгви приложили много усилий для сохранения своего сюзеренитета над Бламбанганом, который они потеряли, когда последние правители этого княжества обратились в ислам около 1770 года и присягнули на верность Голландской Ост-Индской компании. Стремясь устранить балийское влияние на Яве, голландцы заставили исчезнуть последнее индуистское государство.
В конце XVIII века ни одному из королевств Бали не удалось установить свою власть над всем островом, как Гельгель до 1650 года. Остров фактически разделен на девять небольших королевств: Клунгкунг, Булеленг, Карангасем, Менгви, Бадунг, Табанан, Гианьяр, Бангли и Джембрана. Правители различных королевств ведут непрекращающиеся войны между собой, оставляя номинальную верховную власть Дева Агунгу, правителю Клунгклунга. Такая ситуация продолжается до прихода голландцев в начале XIX века.

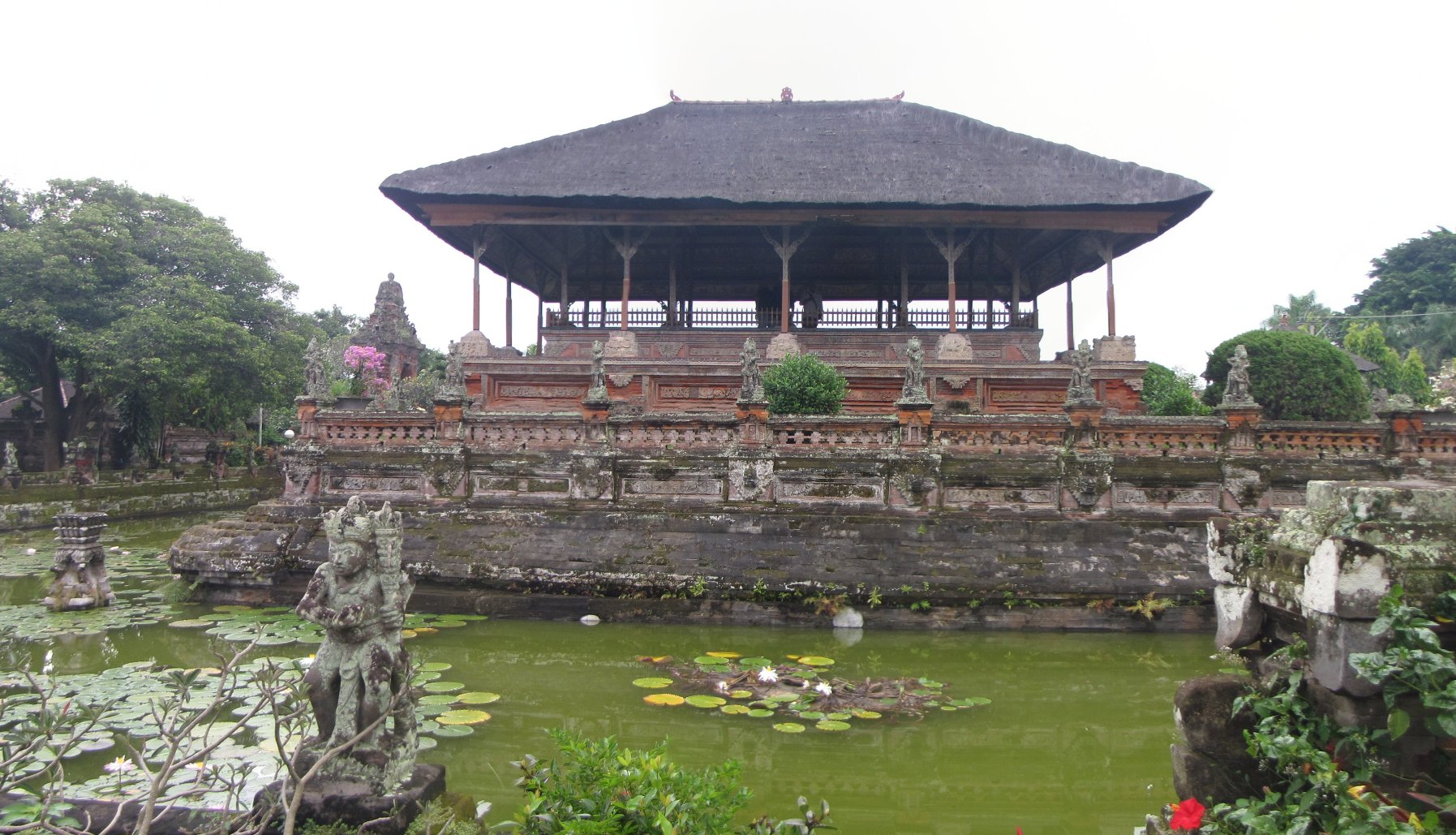
Дворец в Клунгкунге

#### Франко-голландский союз с Бали (1808 г.)

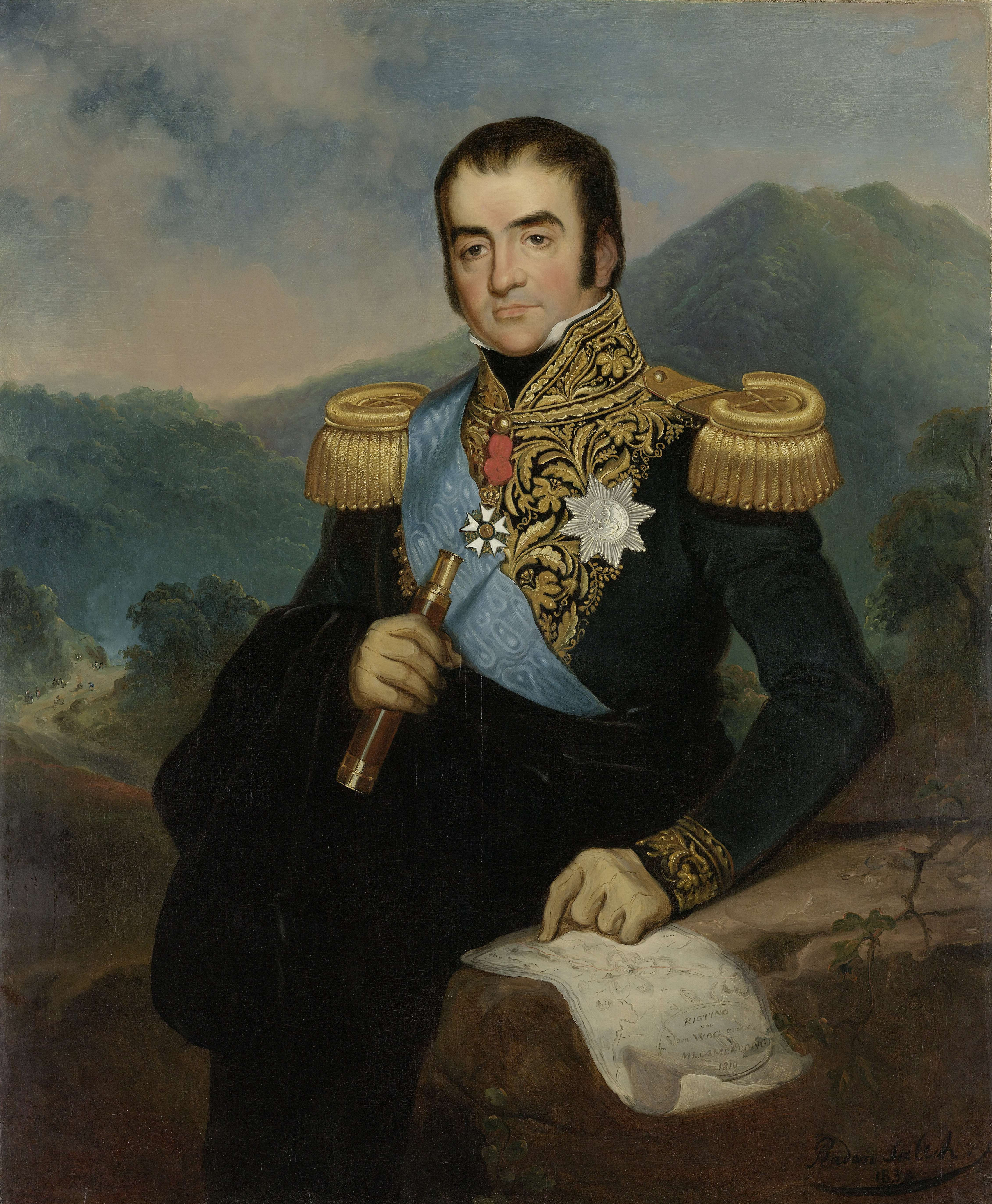
Герман Виллем Дендельс заключает франко-голландский союз с балийским королем Бадунга, 1808 г.

В 1806–1815 гг. Нидерланды на короткий период стали провинцией Франции и, таким образом, Бали находился в контакте с франко-голландской администрацией. Наполеон лично выбрал нового генерал-губернатора, «Железного маршала» Виллем Дендельс, послал корабли и войска для усиления Ост-Индии против британских атак и построил военные укрепления на всем протяжении Явы. В 1808 году между новой администрацией и балийским королем Бадунга был подписан договор о союзе, чтобы предоставить рабочих и солдат для франко-голландских оборонительных усилий, но в 1811 году Ява перешла к британцам, и соглашение не было реализовано.
В августе 1811 года британские войска высадились на Яве. На Яве была учреждена британская администрация во главе с вице-губернатором ост-индских владений Великобритании Томасом Стэмфордом Раффлзом. Её фактический контроль практически не распространялся за пределы острова, однако правители многих государственных образований Суматры, Бали, Мадуры, южного Калимантана признали суверенитет британцев, заключив с их администрацией соответствующие договоры.

#### Конфликт с Великобританией (1814 г.)
Во время британской оккупации Ост-Индии под командованием Стэмфорда Раффлза (которая началась в 1811 и закончилась в 1816 году, сразу после падения Наполеоновской империи) британцы безрезультатно наступали на балийских королей. Отмена рабства Раффлзом, вопреки ожиданиям, вызвала негодование раджей Булеленга и Карангасема, которые отправили военную экспедицию против Бламбангана, где они в феврале 1814 г. сражались с британскими сипаями. В мае Раффлз отправил на Бали экспедиционный корпус под командованием генерал-майора Найтингейла, чтобы получить гарантии «подчинения». Сам Раффлз посетил остров в 1815 году.

#### Возвращение Нидерландов (1816 г.)
Британцы вернули Ост-Индию Нидерландам в 1816 году. После этого голландцы попытались восстановить и укрепить контроль над своими колониальными владениями. Это открыло бы путь к гораздо более деятельному голландскому присутствию в Ост-Индии и на Бали. Раффлз, все еще искавший территории для колонизации, в конце концов остановился на Сингапуре.
На Бали был послан первый специальный комиссар Х.А. Ван дер Брук (H.A. van der Broek) для подписания «концептуальных контрактов» с балийскими королями. Короли эти контракты подписывать отказались, однако в общественном сознании голландцев эти договора существовали как вполне реальные.
Между тем, нескольким европейским торговцам удалось выступить посредниками между Бали и Европой, например, датский торговец Мадс Ланге по прозвищу «Белый король Бали».

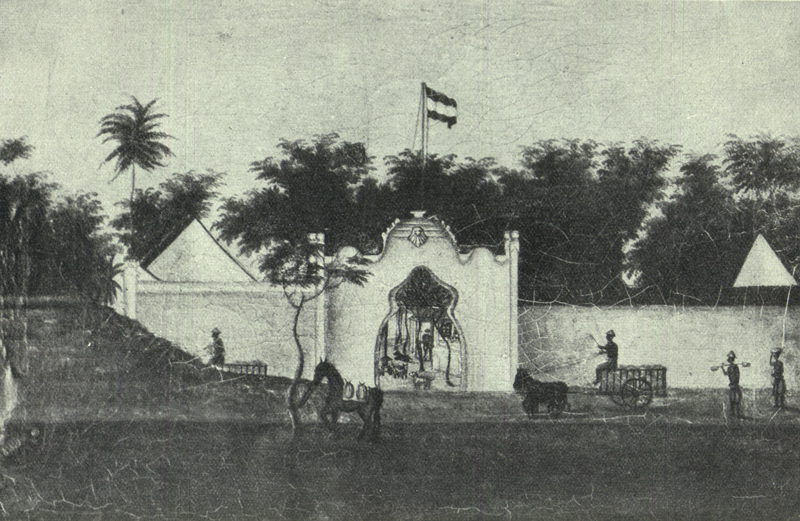
Фабрика Мадса Ланге в Куте, ок. 1845 г.
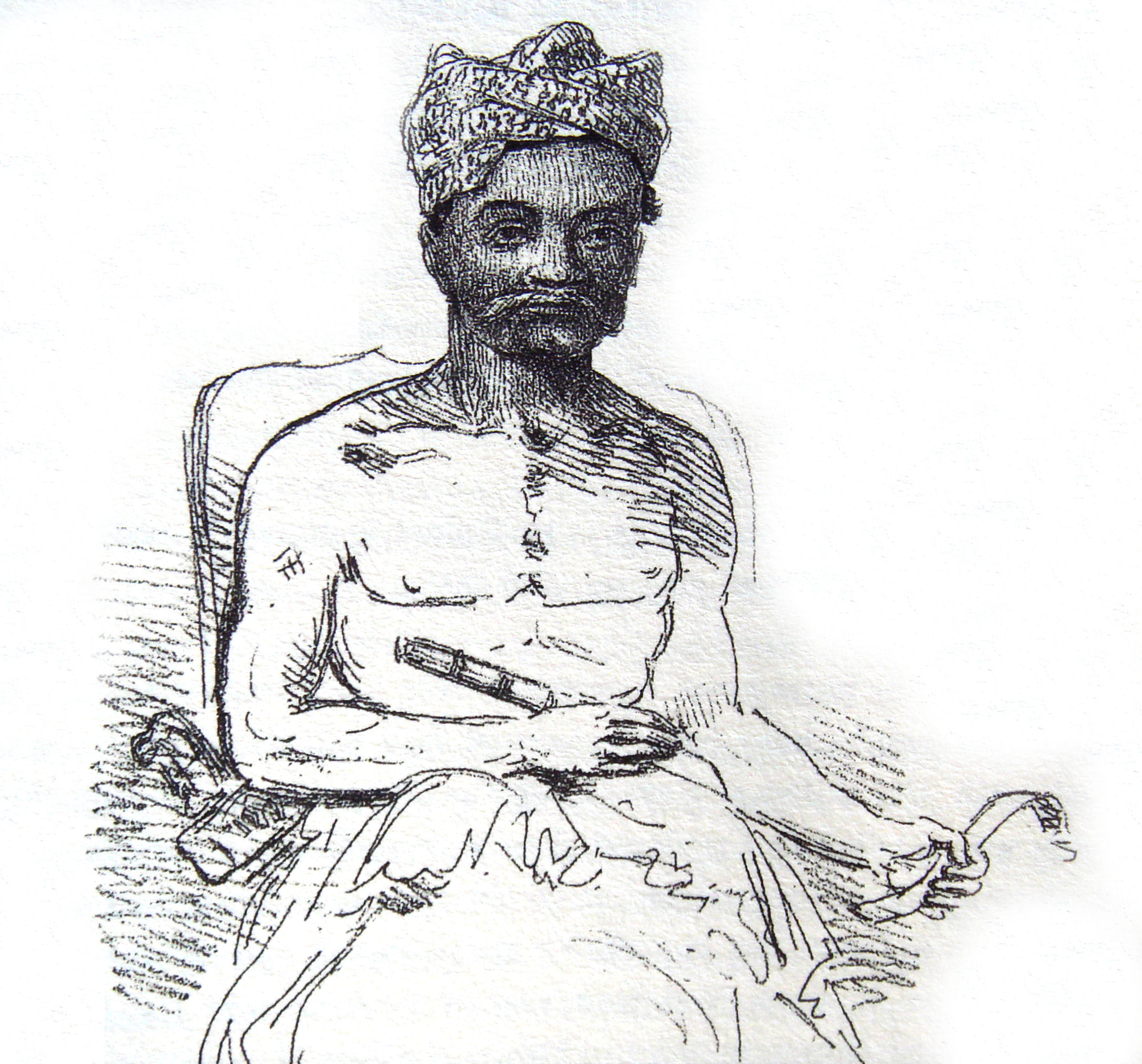
Балийский раджа в книге Стэмфорда Раффлз «История Явы», 1817 г.

## Современный исторический период (1846 – настоящее время)
Голландский колониальный контроль распространился на Индонезийский архипелаг в девятнадцатом веке, превратив его в Голландскую Ост-Индию. На Бали голландцы под предлогом искоренения контрабанды опиума, торговли оружием, разграбления затонувших кораблей и рабства установили контроль над балийскими королевствами.

### Кампании на Северном Бали (1846–1849 гг.)

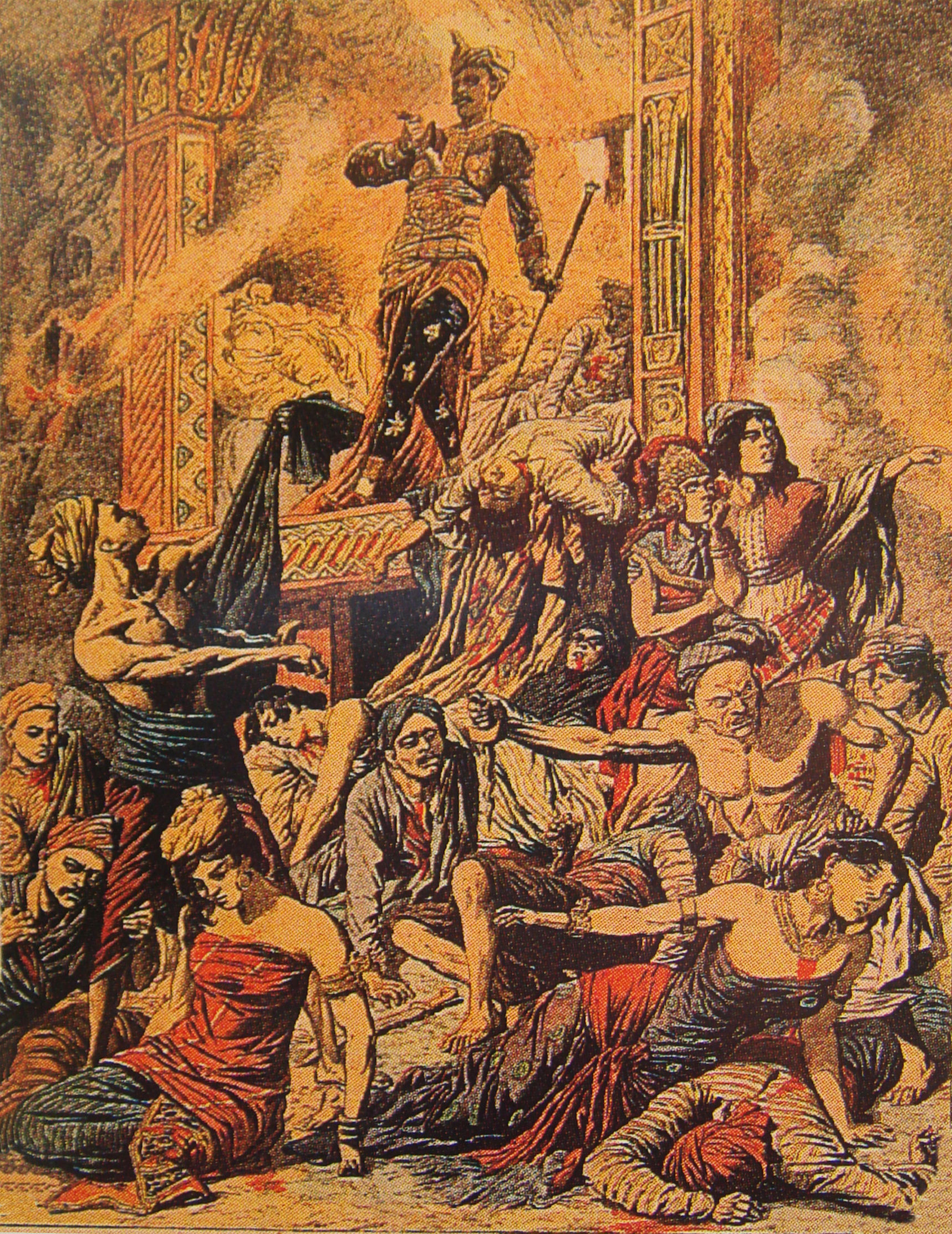
Раджа Булеленга покончил с собой вместе с 400 последователями во время ритуала пупутан, 1849 г. Le Petit Journal

В 1841 и 1843 годах голландцы навязали правителям северных балийских королевств неравноправные договоры, а между 1846 и 1849 годами произошла серия из трех военных экспедиций. Первым двум успешно противостоял премьер-министр Булеленга Джелантик. Однако в третьей экспедиции, воспользовавшись враждой Булеленга и Бангли, голландцы заключили союз с Бангли против Булеленга и в 1849 году взяли под свой контроль северные балийские королевства Булеленг и Джембрана. Король Булеленга и его свита покончили с собой в результате массового ритуального самоубийства, называемого пупутан, что также было отличительной чертой последующих голландских военных интервенций.
К середине XIX века голландцы завоевали северную часть Бали, присоединив королевства Джембрана, Булеленг и Карангасем к Голландской Ост-Индии, но южные королевства — Табанан, Бадунг и Клунгкунг — остались независимыми. Голландцы ждали подходящего повода, чтобы начать массированное вторжение. Одним из поводов было право балийского короля на собственность затонувших в его водах судов, с чем голландцы были несогласны.

### Колониальная администрация
В захваченной северной части Бали голландцы установили колониальную администрацию. Они назначили члена королевской семьи регентом и для контроля за его деятельностью прикрепили к нему голландского чиновника (контролёра).
Первым постоянным контролёром был Хир ван Блумен Ваандерс, который прибыл в Сингараджу 12 августа 1855 года. Его основные реформы включали введение вакцинации, запрет ритуала сати (самосожжение вдовы на погребальном костре мужа), искоренение рабства, улучшение ирригационной системы, развитие производства кофе как товарной культуры, строительство дорог, мостов и портовых сооружений для улучшения торговли. Голландцы радикально изменили налоговую систему и увеличили налоговые поступления от населения и от торговли, особенно опиумом. К середине 1870-х Булеленг ежегодно посещало 125 кораблей европейского типа и ещё 1000 местных судов. Была предпринята попытка христианизации, но она полностью провалилась.
В 1858 году произошло восстание под руководством высокопоставленного балийца по имени Нджоман Гемпол, которое потребовало вмешательства голландцев. Была отправлена четвертая военная экспедиция из 12 офицеров и 707 солдат, которая подавила восстание, приговорив Нджомана Гемпола к ссылке на Яву.
Другое восстание возглавил Ида Маэ Рай, против которого в 1868 году была отправлена пятая военная экспедиция в составе 800 человек под командованием майора ван Хемскерка. Первоначально экспедиция потерпела неудачу, но затем была  усилена подкреплением из 700 человек и под командованием нового командира, полковника де Брабанта, разгромила повстанцев, потеряв убитыми двух офицеров и 10 солдат.

### Интервенция в Ломбок и Карангасем (1894 г.)

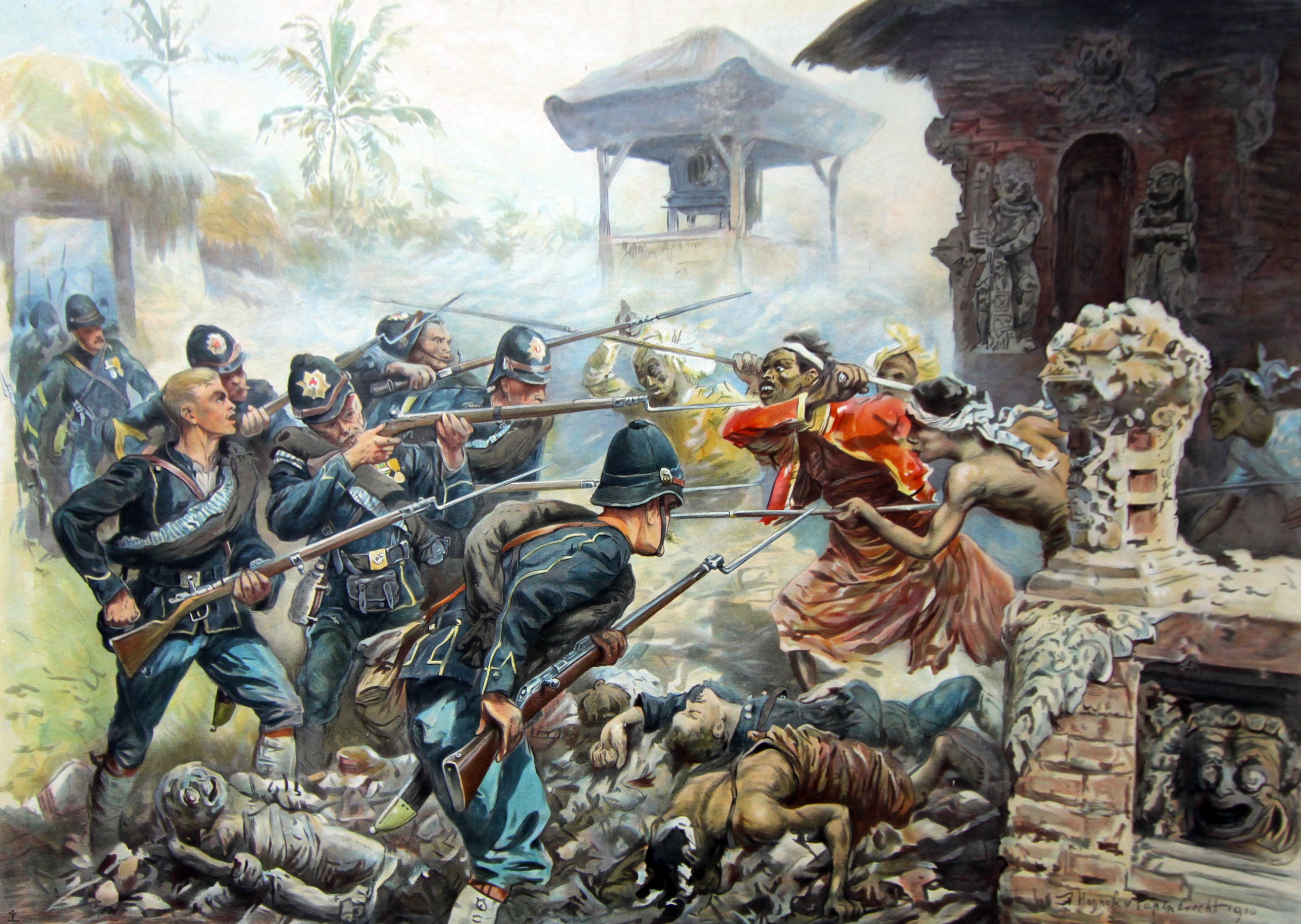
Голландское вторжение в Ломбок и Карангасем, 1894 г.

В конце 1890-х голландцы использовали борьбу между балийскими королевствами на юге острова для усиления своего контроля. Война раджей между 1884 и 1894 годами дала голландцам предлог для вмешательства. В 1894 году голландцы одержали победу над балийским правителкм Ломбока, добавив к своим владениям Ломбок и Карангасем. Густи Геде Джелантик стал вассалом голландцев и их «регентом» на этой территории, его правление продолжалось с 1894 по 1902 годы.

### Кампании на Южном Бали (1906–1908 гг.)

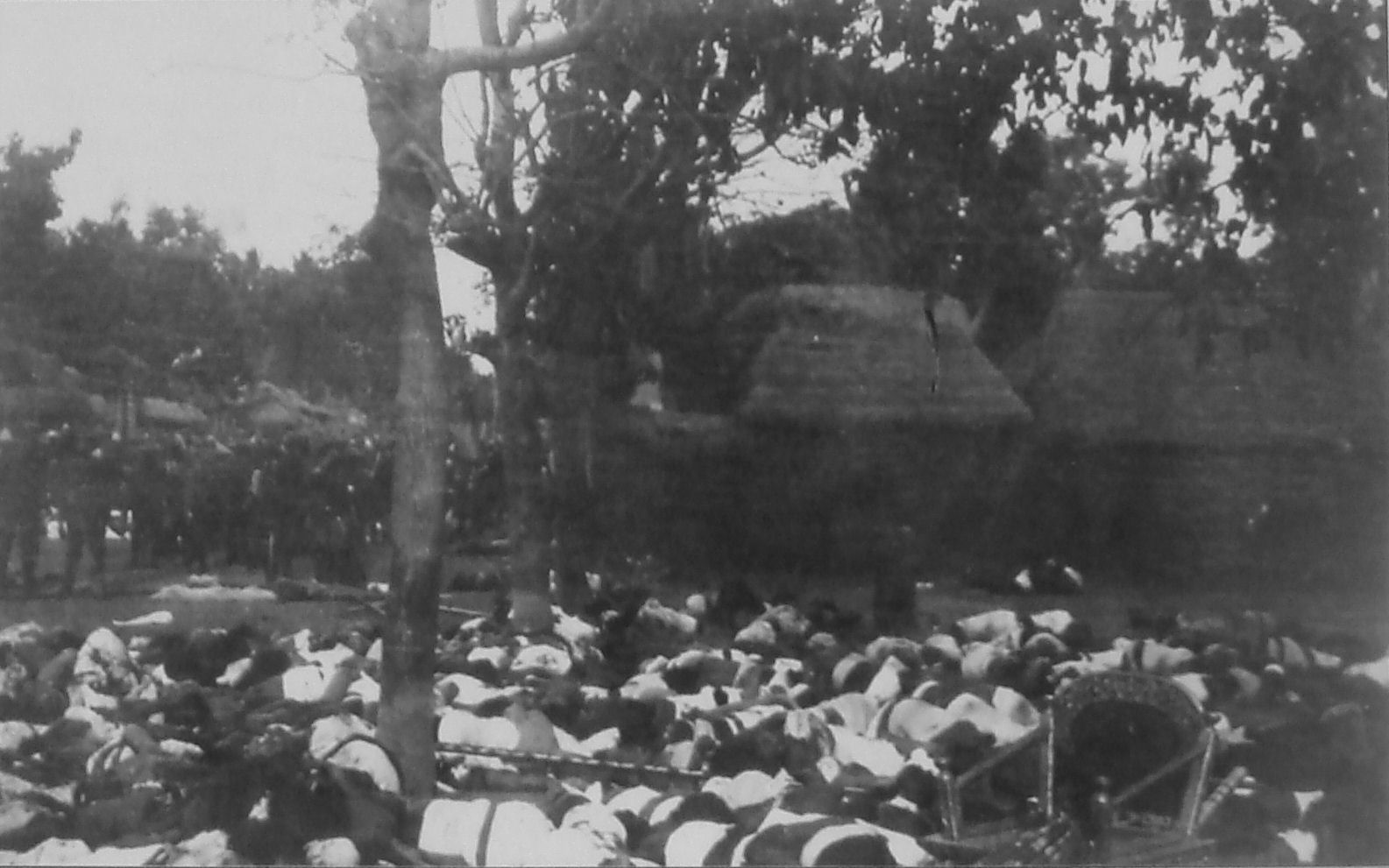
Трупы балийцев в Денпасаре во время голландской интервенции на Бали, 1906 г.

7 мая 1904 года китайская шхуна села на рифы возле Санура и была тут же разграблена бадунгцами. Голландцы послали королю Бадунга требование отдать им часть добычи, но получили отказ. Правитель Табанана также вызвал недовольство голландцев тем, что в 1904 году разрешил в своей стране ритуал сати.
В 1906 году под предлогом прекращения разграбления затонувших кораблей, голландцы начали блокаду южного побережья Бали и предприняли крупные морские и наземные нападения в районе Санура, что привело к ликвидации королевского дома Бадунга и гибели около 1000 человек.
Седьмое и последнее вторжение в 1908 году было вызвано восстанием балийцев против попытки голландцев взять под свой полный контроль торговлю опиумом. Беспорядки вспыхнули в вассальном королевстве Гельгель, где балийцы убили дилера опиума с Явы. В последней битве, произошедшей 18 апреля 1908 года, Дева Акунг Джамба, правитель Клунгкунга, в сопровождении 200 воинов предпринял отчаянную вылазку из осаждённого дворца. Все воины были одеты в белые одежды, надеваемые балийцами перед смертью, и вооружены священными кинжалами-крисами, которыми, как они думали, они смогут убить голландцев. Крисы не выполнили своей роли, и король со своим отрядом был расстрелян голландскими солдатами. Сразу шесть жён короля прибегли к обряду «пупутана» — церемониальному самоубийству с помощью своих собственных крисов, и многие другие балийцы последовали их примеру. Голландцы сожгли и разрушили королевский дворец.
Раджа Бангила вступил в переговоры с голландцами и в октябре 1908 года принял голландский протекторат, как и правители Гиньяра и Карангасема. Таким образом, голландцы установили контроль над островом, который стал частью Нидерландской Ост-Индии, однако контроль над религией и культурой, как правило, оставался за местными правителями.
За голландскими военными интервенциями внимательно следила западная пресса, которая постоянно сообщала о жестоком и кровавом завоевании южной части острова. Указывалось на несоразмерность правонарушения и жёсткости карательных мер. Как следствие, имидж Нидерландов как доброжелательной и ответственной колониальной державы серьёзно пострадал. Под давлением критики Нидерланды объявили о начале «этической политики». В результате голландцы на Бали стали защитниками балийской культуры и стремились сохранить её в дополнение к своим первоначальным попыткам модернизации. Были предприняты усилия по сохранению балийской культуры, которую было решено превратить в «живой музей», а в 1914 году Бали был открыт для туризма.
В 1930-х годах антропологи Маргарет Мид и Грегори Бейтсон, художники Мигель Коваррубиас и Уолтер Спайс и музыковед Колин Макфи создали западный образ Бали как «волшебной земли эстетов, живущей в мире с собой и природой», и на острове начал развиваться массовый западный туризм.

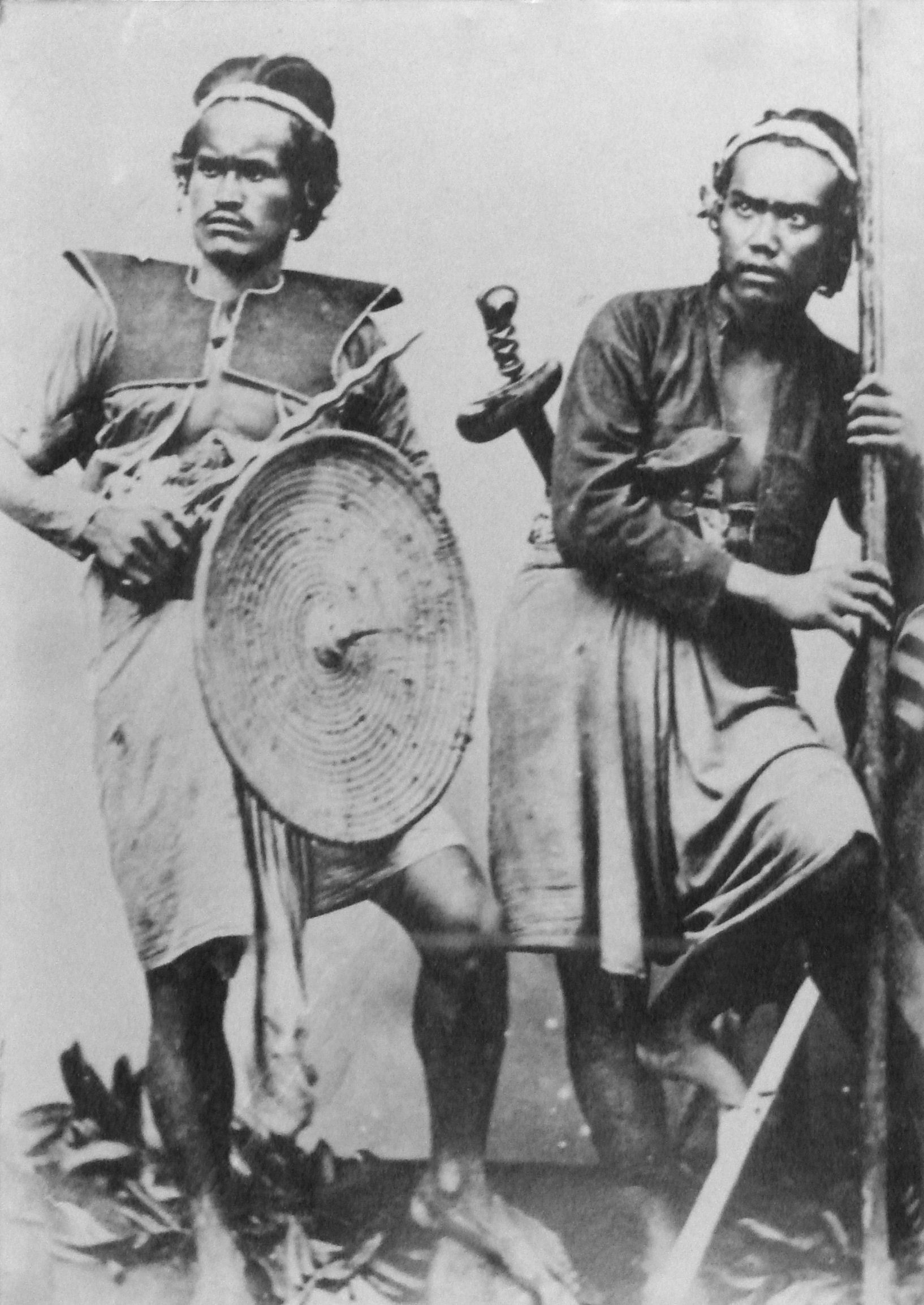
Балийские солдаты, 1880-е годы
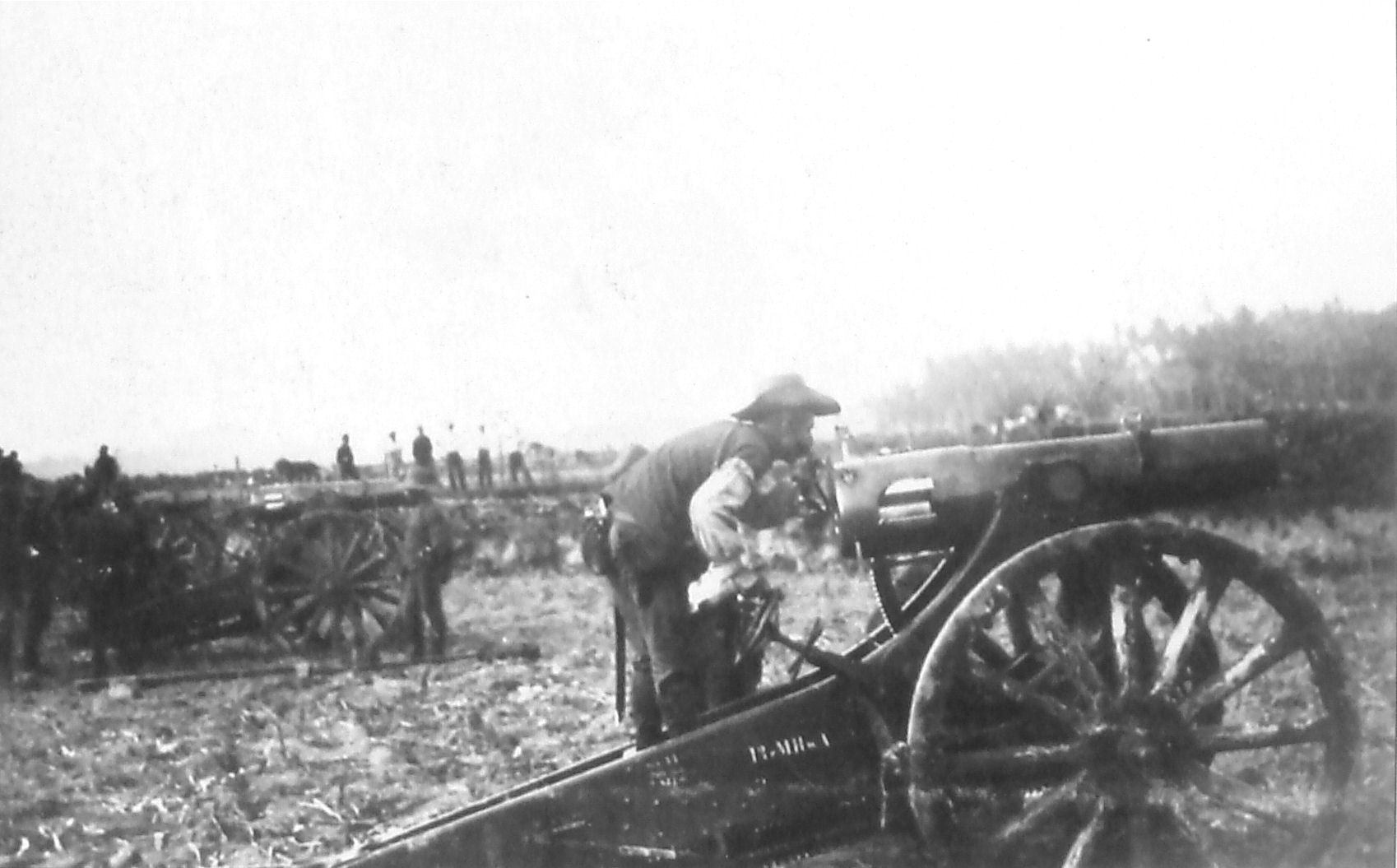
Голландские артиллеристы стреляют по балийцам, 1906 г.

### Вторая мировая война и независимость Индонезии

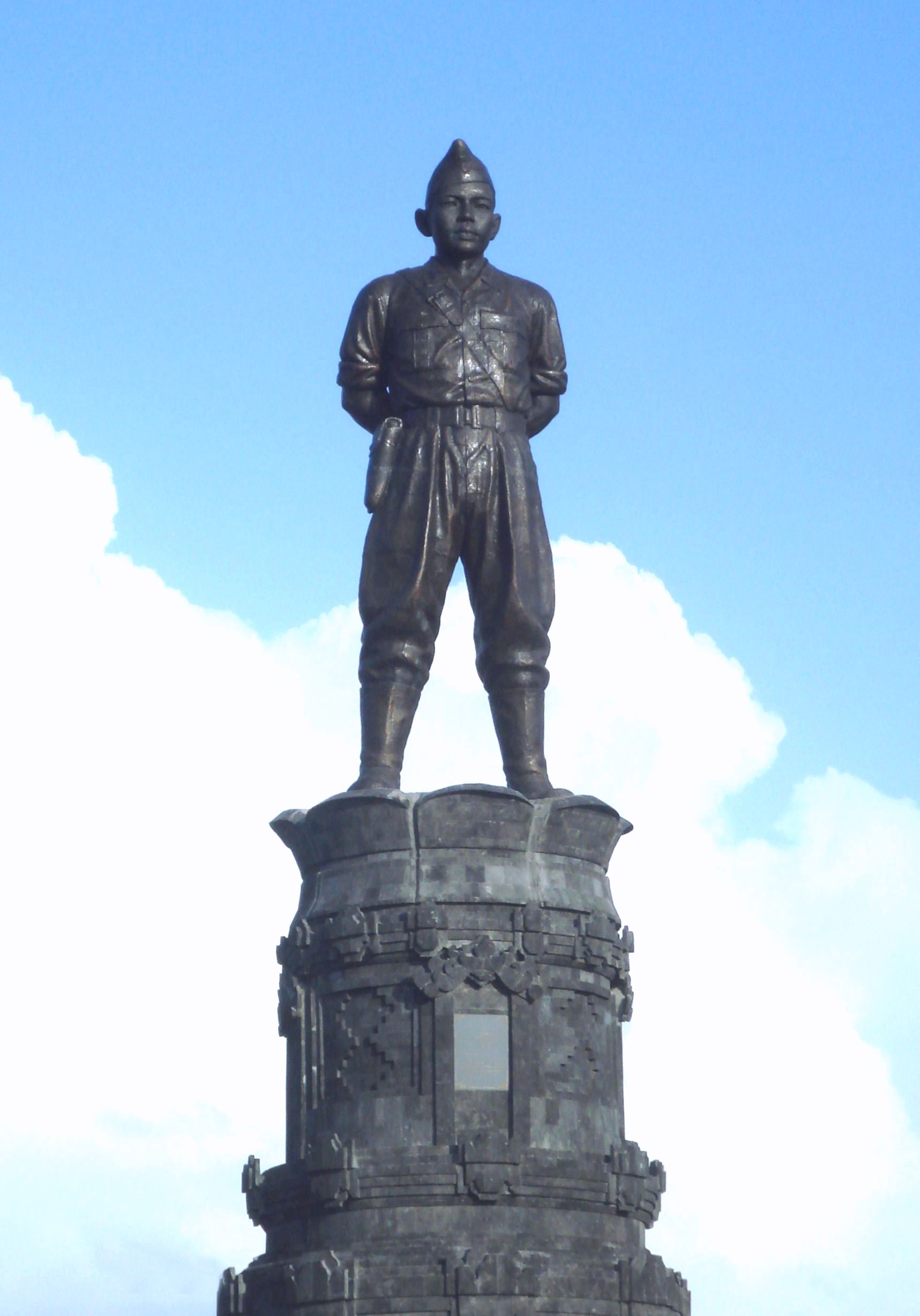
Статуя I Gusti Ngurah Rai, борца за независимость Индонезии

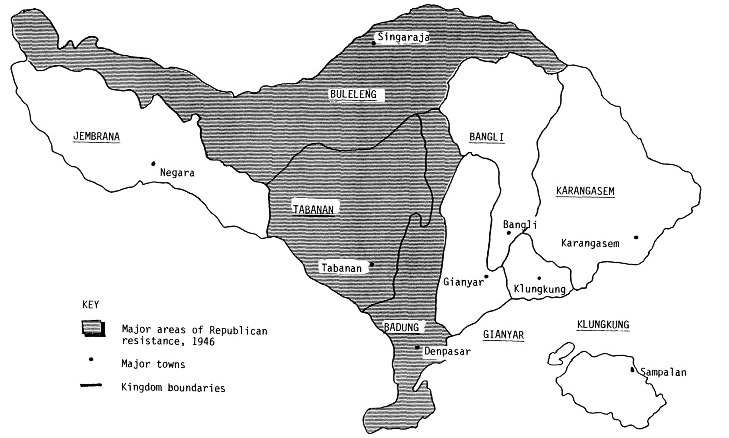
Карты балийских королевств во время Национальной революции

Императорская Япония оккупировала Бали во время Второй мировой войны с заявленной целью формирования «Великой восточноазиатской сферы совместного процветания», которая освободит азиатские страны от господства Запада. Будущие правители, такие как Сукарно, были выдвинуты японцами. Сукарно принадлежит известное изречение: «Хвала Господу, Бог указал мне путь; в той долине Нгараи я сказал: Да, независимость Индонезии может быть достигнута только с Дай Ниппон… Первый раз в жизни я увидел себя в зеркале Азии».
После капитуляции Японии в Тихом океане в августе 1945 года балийцы захватили японское оружие. В следующем месяце Бали был освобожден британско-индийской 5-й пехотной дивизией под командованием генерал-майора Роберта Мансерга, который принял капитуляцию Японии. После репатриации японских войск в следующем году остров был передан голландцам.
Голландцы с их возвращением в Индонезию восстановили свою довоенную колониальную администрацию. Между тем среди местного населения набирало силу движение за независимость. Полковник И Густи Нгурах Рай, балиец, которому к тому времени было 29 лет, формировал балийскую «армию свободы». Он собрал свои силы на востоке Бали в Марга Рана, где они попали в засаду хорошо вооружённых голландских войск. 20 ноября 1946 года в битве при Маргаране балийский батальон был полностью уничтожен.
В 1946 году голландцы сделали Бали одним из 13 административных районов только что провозглашённого государства Восточная Индонезия, соперника Республики Индонезия, которое было провозглашено и возглавлялось Сукарно и Мохаммадом Хатта. Когда Нидерланды 29 декабря 1949 года признали независимость Индонезии, Бали был включён в состав Соединённых Штатов Индонезии. Первый губернатор Бали, Анак Агунг Багус Сутеджа, был назначен президентом Сукарно в 1958 году, когда Бали стал провинцией Индонезии.

### В составе независимой Индонезии
В 1950-х и начале 1960-х годов на Бали обострился конфликт между сторонниками и противниками традиционной кастовой системы. В политическом плане этот конфликт отразился в противоборстве между сторонниками Коммунистической партии Индонезии (КПИ) и Национальной партией Индонезии (НПИ), при этом напряжённость и недовольство ещё больше усилила программа земельной реформы PKI.
Извержение вулкана Агунг в 1963 году унесло жизни тысяч людей, вызвало экономический хаос и вынудило многих балийцев переселиться в другие части Индонезии.
Попытка государственного переворота в Джакарте была подавлена силами во главе с генералом Сухарто. Армия обвинила КПИ в попытке переворота и провела жестокую антикоммунистическую чистку, в результате чего стала ведущей политической силой в стране. Согласно большинству оценок, по всей Индонезии было убито не менее 500 тыс. человек, из них около 80 тыс. или 5% населения были убиты на Бали. Чистки на Бали проводились без участия исламских сил, как на Яве и Суматре, главную роль здесь играли землевладельцы НПИ из высших каст. В результате потрясений 1965–1966 годов Сухарто смог сместить Сукарно с поста президента. Благодаря его политике «Нового порядка» Индонеезия восстановила отношения с западными странами.
В 1960-е-70-е годы Бали стал популярным международным курортом.

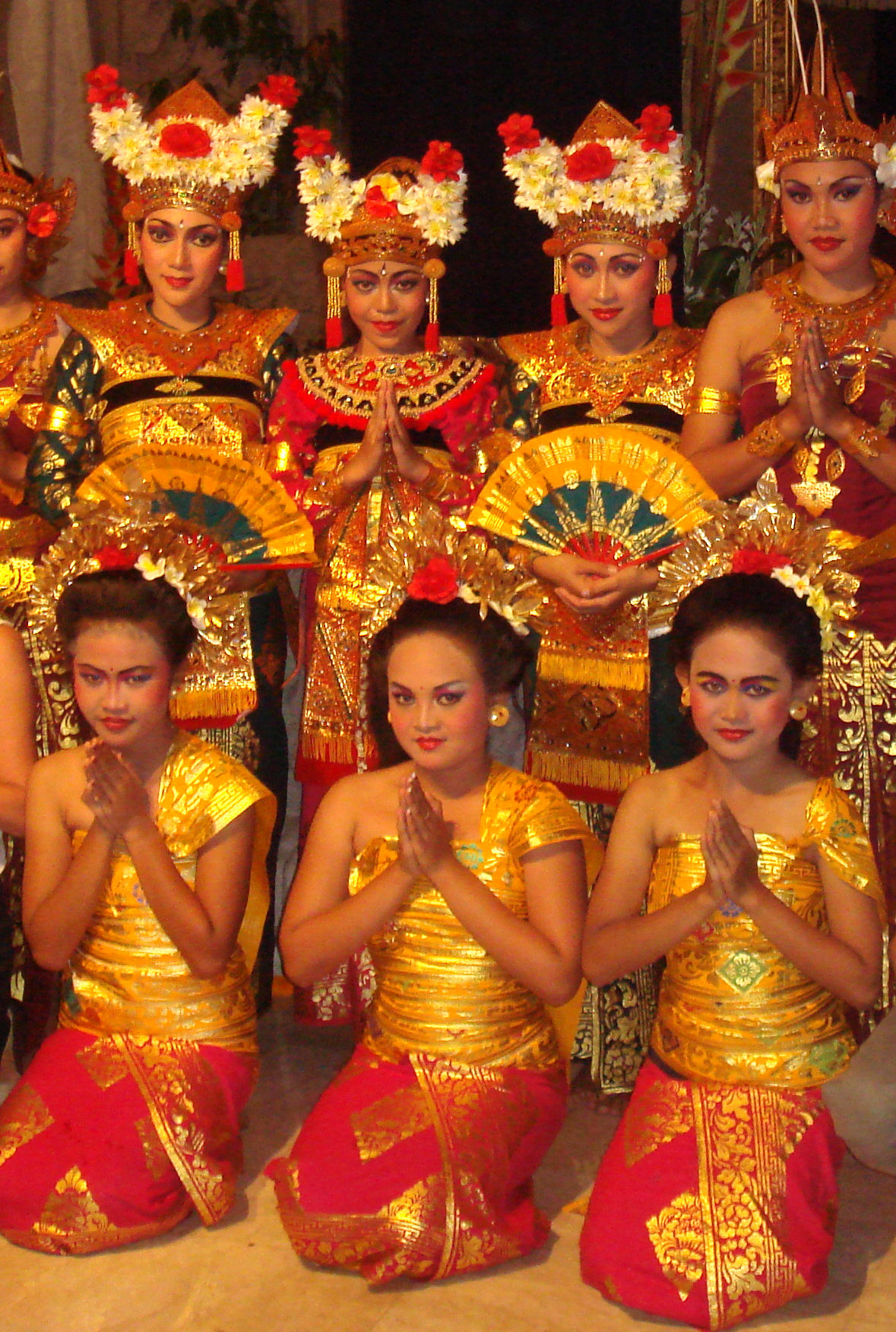
Шоу балийских танцоров для туристов, Убуд

Довоенный Бали как «рай» был возрождён в современной форме, и в результате большой рост туризма привёл к резкому повышению уровня жизни на Бали и значительному увеличению доходов страны в иностранной валюте. Туризм помог укрепить в местном населении чувство балийской идентичности, и уникальности своего острова.
В 1999 году для туристов было доступно 30 000 гостиничных номеров. По состоянию на 2004 год остров посещает более 1 млн посетителей в год по сравнению с первоначальным запланированным уровнем 500 тыс., что привело к чрезмерной застройке и ухудшению состояния окружающей среды: «Результатом стали загрязнённые и размытые пляжи, нехватка воды и ухудшение качества жизни большинства балийцев». Политические проблемы также коснулись острова.
12 октября 2002 в туристическом районе Кута, на Бали произошёл ряд террористических актов. Нападение состояло из трёх взрывов: террорист-смертник и машина со взрывчаткой около ночных клубов в Куте и третье около консульства США в Денпасаре. Было убито 202 человека, в том числе 164 иностранца и 38 — индонезийских граждан. Были ранены 209 человек.
1 октября 2005 года на Бали, в Джимбаране и Кута во второй раз произошёл ряд террористических актов, совершённых организацией Джемаа Исламия с применением взрывных устройств самоубийцами. 26 человек были убиты и 129 человек были ранены тремя террористами-смертниками.
Теракты 2002 и 2005 гг. серьезно повлияли на туризм, вызвав на острове большие экономические трудности.
Профессор Адриан Викерс писал в 2004 году, что «задача двадцать первого века будет состоять в том, чтобы восстановить туризм, сделав Бали пригодным для жизни». С тех пор туризм снова сильно вырос: в первом квартале 2008 года число посещений увеличилось на 28 % (446 000 человек). К концу 2008 г. туризм на Бали полностью восстановился: число туристов достигло 2 млн, но долгосрочная пригодность Бали для жизни остается под вопросом из-за чрезмерной застройки и пробок.
За 2015 год на Бали побывало 4 млн иностранных туристов. В 2018 году количество туристов возросло до 6,5 млн.

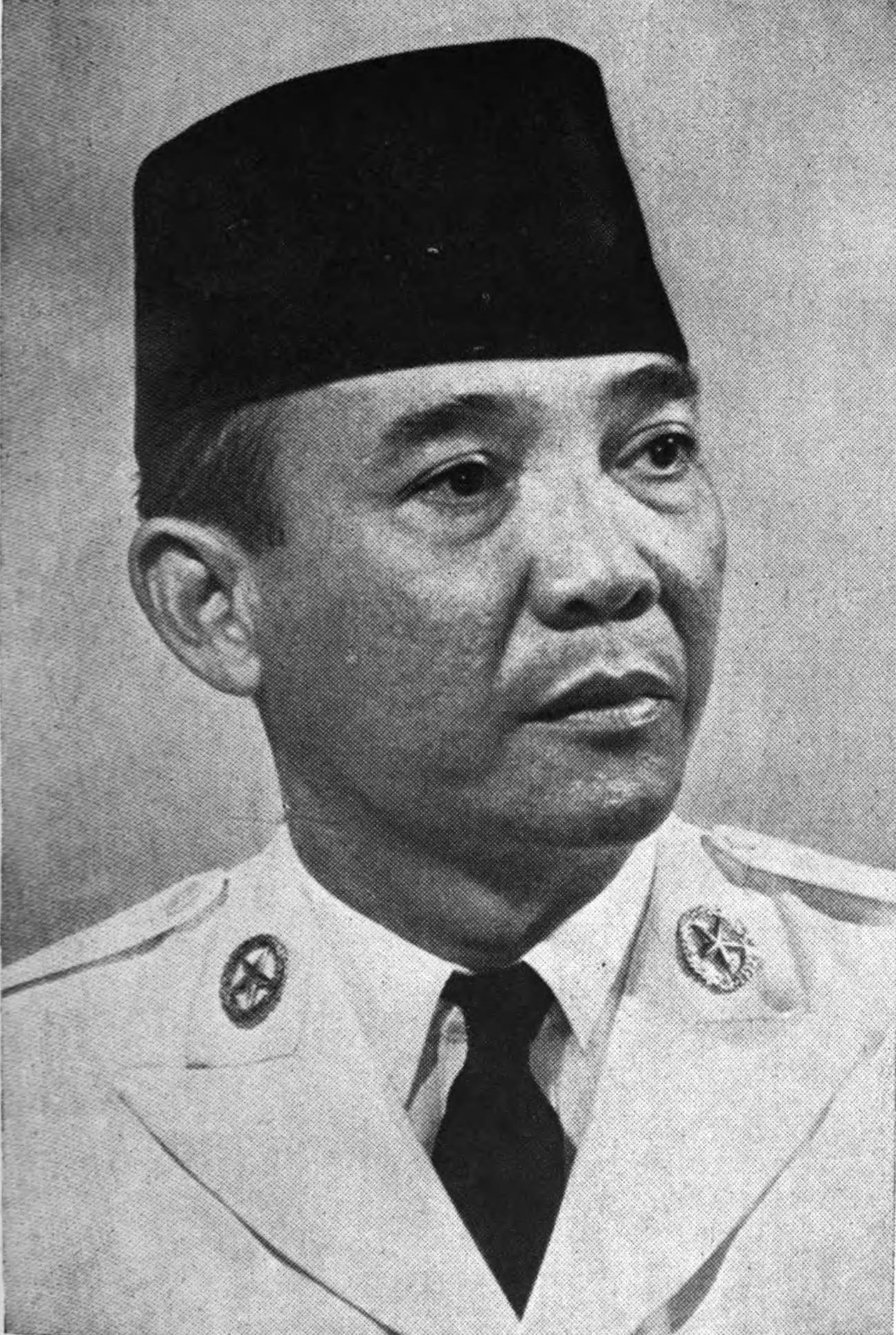
Мать президента Сукарно — балийка по национальности
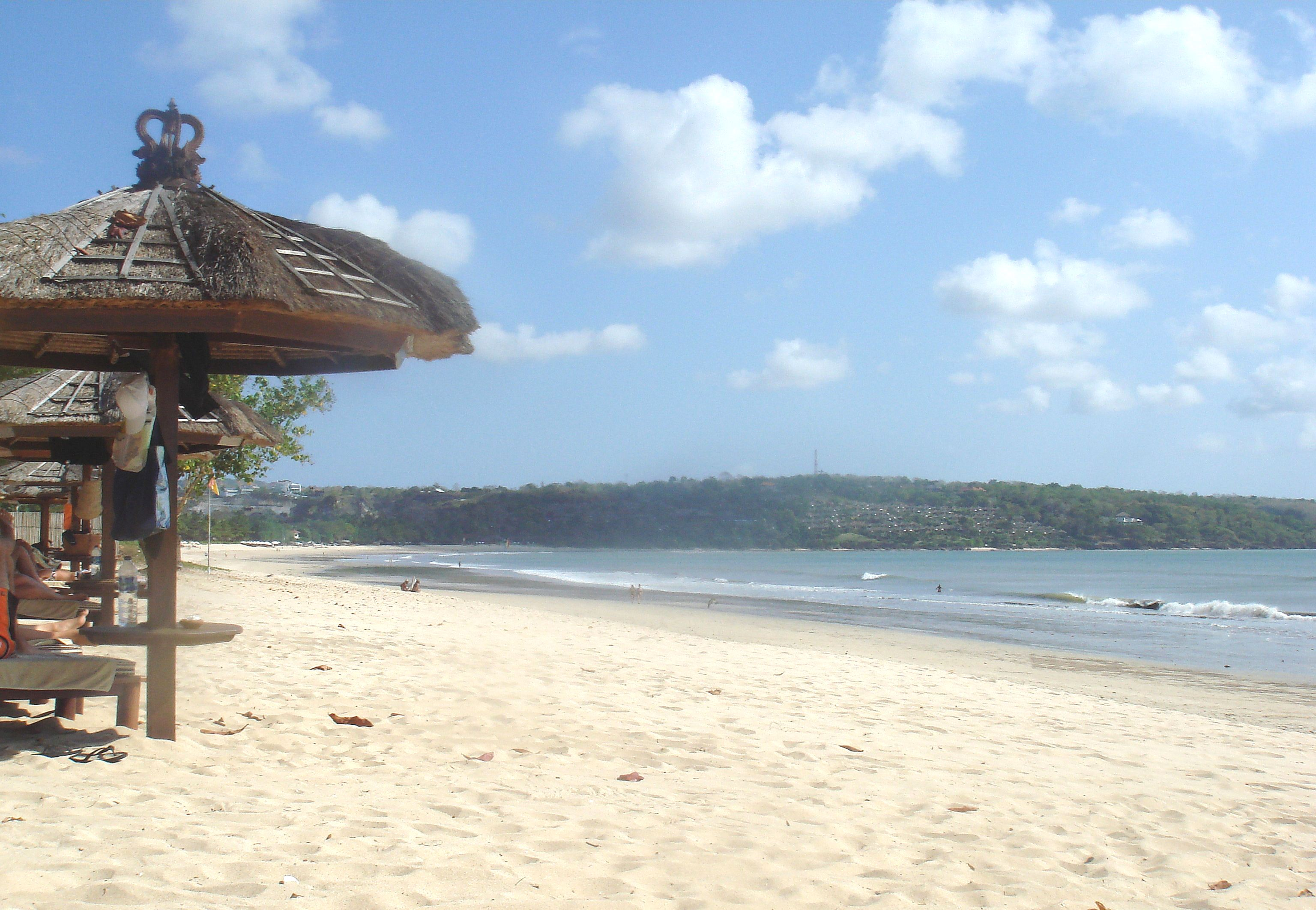
Пляж Джимбаран. Туризм служит главным двигателем развития острова
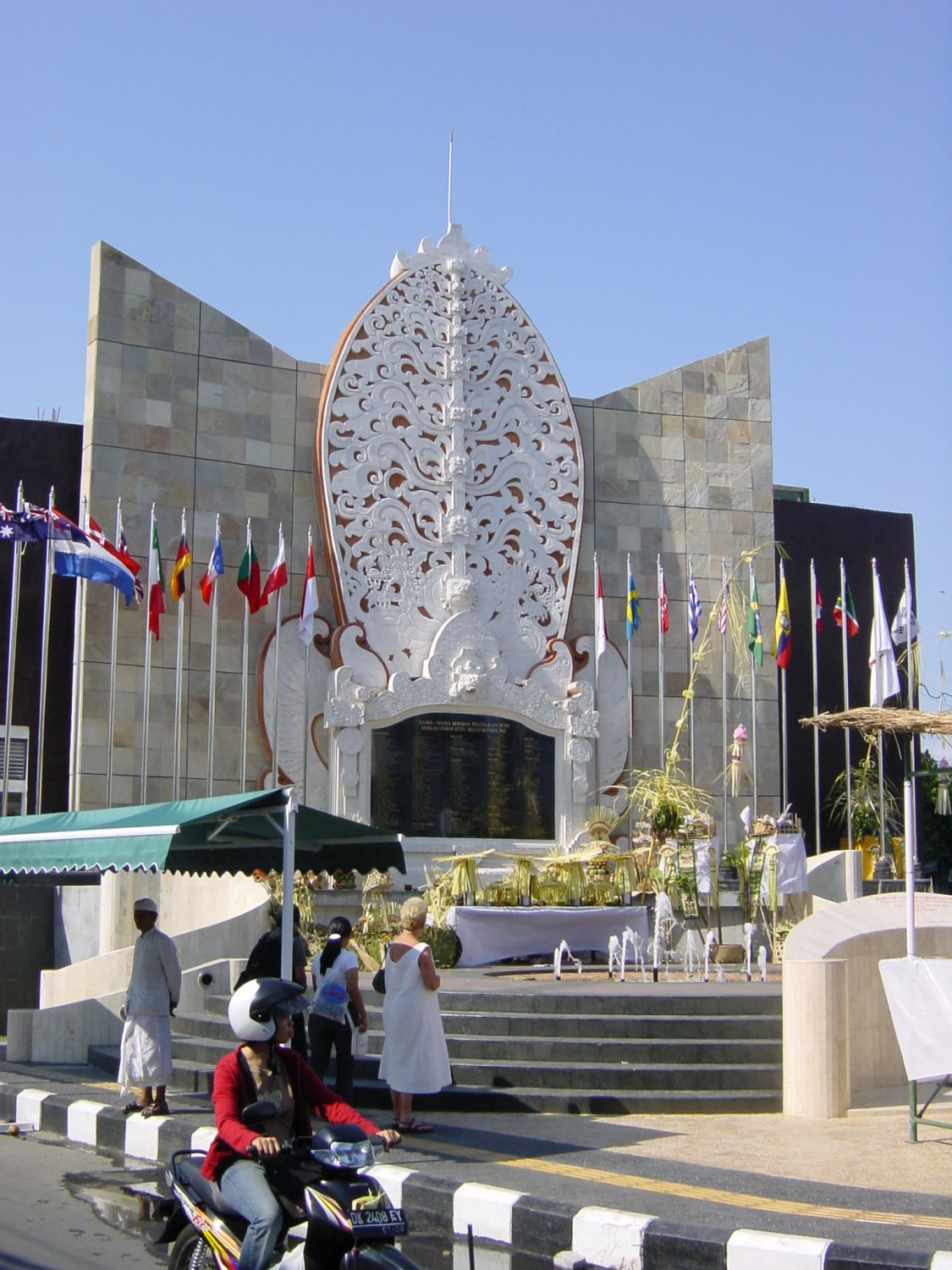
Памятник жетрвам терактов 2002 года